# Geschichte der Deutschen im Raum Łódź

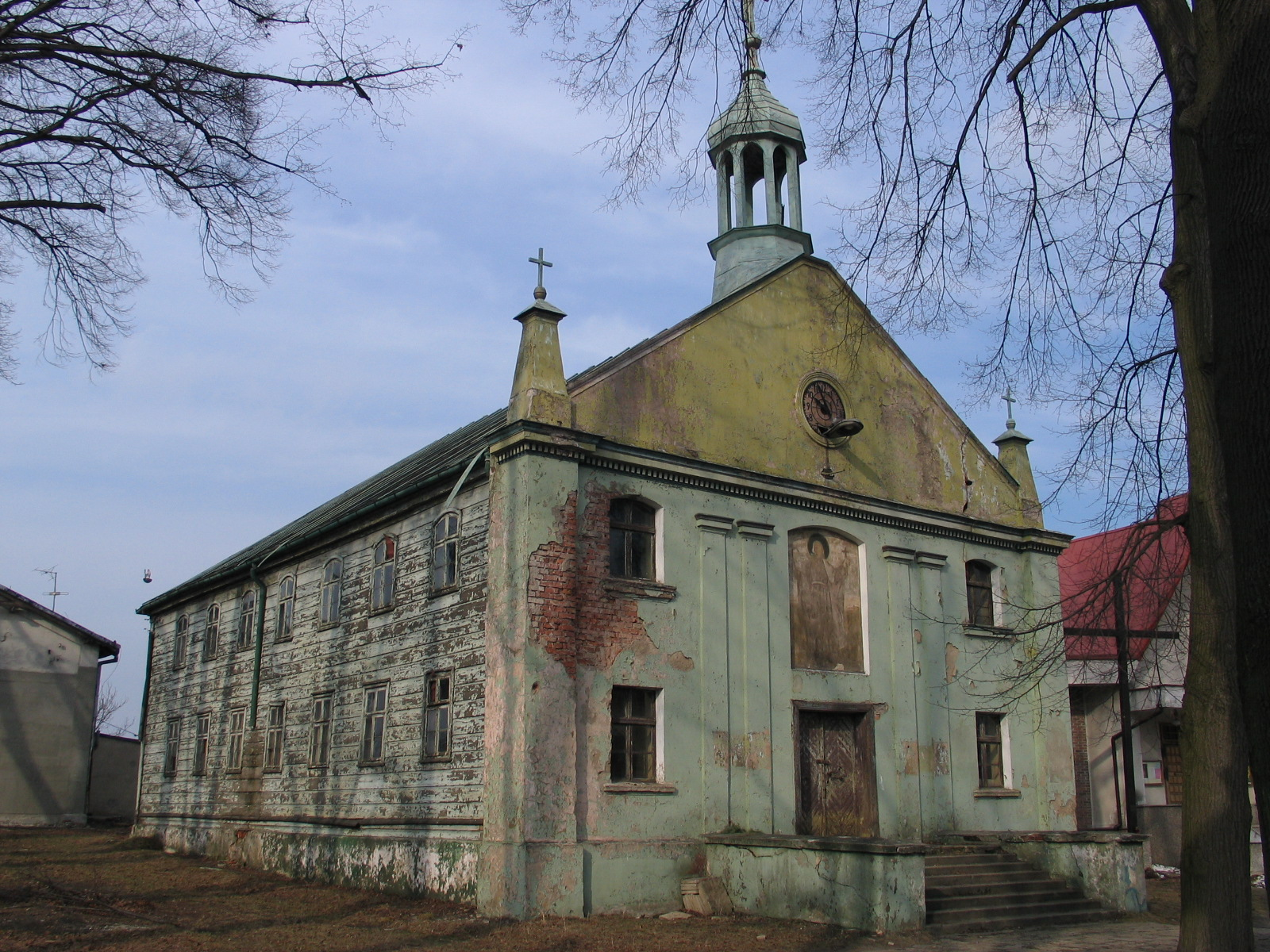
Die alte Kirche in Nowosolna

Die Geschichte der Deutschen im Raum Łódź beginnt Ende des 18. Jahrhunderts. Zu dieser Zeit waren die Nachkommen früherer Einwanderungswellen im Mittelalter und der frühen Neuzeit bereits assimiliert. Ende des 18. Jahrhunderts begann der örtliche Adel, deutsche Bauern, so genannte Holländer, anzuwerben, deren Vorfahren bereits seit mehreren Generationen im polnischen Sprachraum als Siedler lebten und dabei von Westen nach Osten fortschreitend immer wieder neue Dörfer gründeten. Die älteste Ansiedlungsurkunde aus der Umgebung von Łódź stammt aus dem Jahr 1782. Bis 1800 wurden bereits über 50 Orte von deutschen Bauern gegründet. Anfang des 19. Jahrhunderts folgten den Bauern städtische Handwerker, die bei der Industrialisierung der Region eine Schlüsselrolle spielten. Sie wanderten zumeist in bereits bestehende Städte ein, es wurden aber auch einige neue Städte gegründet. Die Zuwanderung beider Siedlergruppen hielt bis etwa 1840 an, doch auch danach wuchs die deutsche Minderheit aufgrund ihres Geburtenüberschusses weiter. Durch den Januaraufstand von 1863–64 und die Bauernbefreiung 1864 wurden die Bedingungen für die deutschen Siedler in der Region schlechter, und es kam in der zweiten Hälfte des 19. Jahrhunderts zu einer starken Abwanderung nach Wolhynien. Erst in der Besatzungszeit des Ersten Weltkrieges kam es wieder zu einem engeren Kontakt mit dem Herkunftsland. Die Zeit zwischen den beiden Weltkriegen erlebten die Lodzer Deutschen als besonders schwierige Zeit: Einerseits brachte der neuerstandene polnische Staat ihnen großes Misstrauen entgegen, andererseits sahen sie sich einer zunehmenden Beeinflussung und Instrumentalisierung durch die Propaganda des Deutschen Reiches ausgesetzt. Darüber hinaus war die wirtschaftliche Lage in dieser Zeit schlecht. Mit dem Überfall auf Polen im September 1939 begann ein neues Kapitel, doch nach anfänglicher Erleichterung nach der deutschen Besetzung der Region waren viele der einheimischen Deutschen erschüttert und verstört angesichts der Verfolgung und Unterdrückung von Juden und Polen. Das Ende des Zweiten Weltkrieges bedeutete für einen Großteil der Lodzer Deutschen den Verlust der Heimat, für diejenigen die blieben, die Assimilation.
In den 1930er Jahren lebten im Raum Łódź, zwischen den Flüssen Warthe, Bzura und Pilica, etwa 180.000 Deutsche, davon etwa 60.000 bis 70.000 in Łódź selbst. Im 19. Jahrhundert waren sie zeitweise die größte Bevölkerungsgruppe der Stadt.

## Mittelalter und frühe Neuzeit

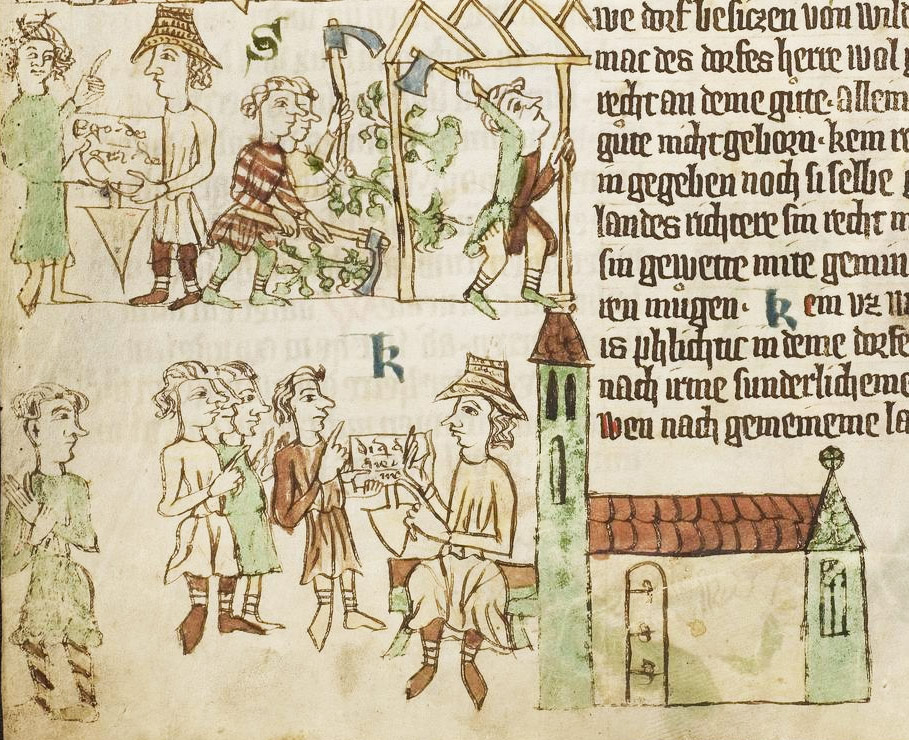
Szene aus dem Sachsenspiegel zeigt die deutsche Ostsiedlung um 1300

Im Rahmen der deutschen Ostsiedlung kamen bereits im Mittelalter deutsche Einwanderer in diese Region. In den folgenden Jahrhunderten verschmolzen diese Deutschen mit ihrem polnischen Umfeld.
Im 16. und 17. Jahrhundert wanderte aufgrund der Gegenreformation eine große Zahl evangelischer, deutscher Tuchmacher vor allem aus Schlesien nach Polen ein, wobei sich zwar die meisten von ihnen in westlicher gelegenen Regionen ansiedelten, einige erreichten jedoch auch das Łódźer Gebiet. Im Rahmen dieser Einwanderungswelle wurden auch in Brzeziny, Rzgów und Pabianice deutsche Tuchmacher in eigenen Stadtteilen angesiedelt, desgleichen wahrscheinlich in Lutomiersk.
Im 18. Jahrhundert, als es erneut zu einer Einwanderung deutscher Bauern in diese Region kam, waren die Nachkommen der frühen Einwanderer bereits assimiliert.

## 1782 bis 1793: Beginn der ländlichen Siedlung

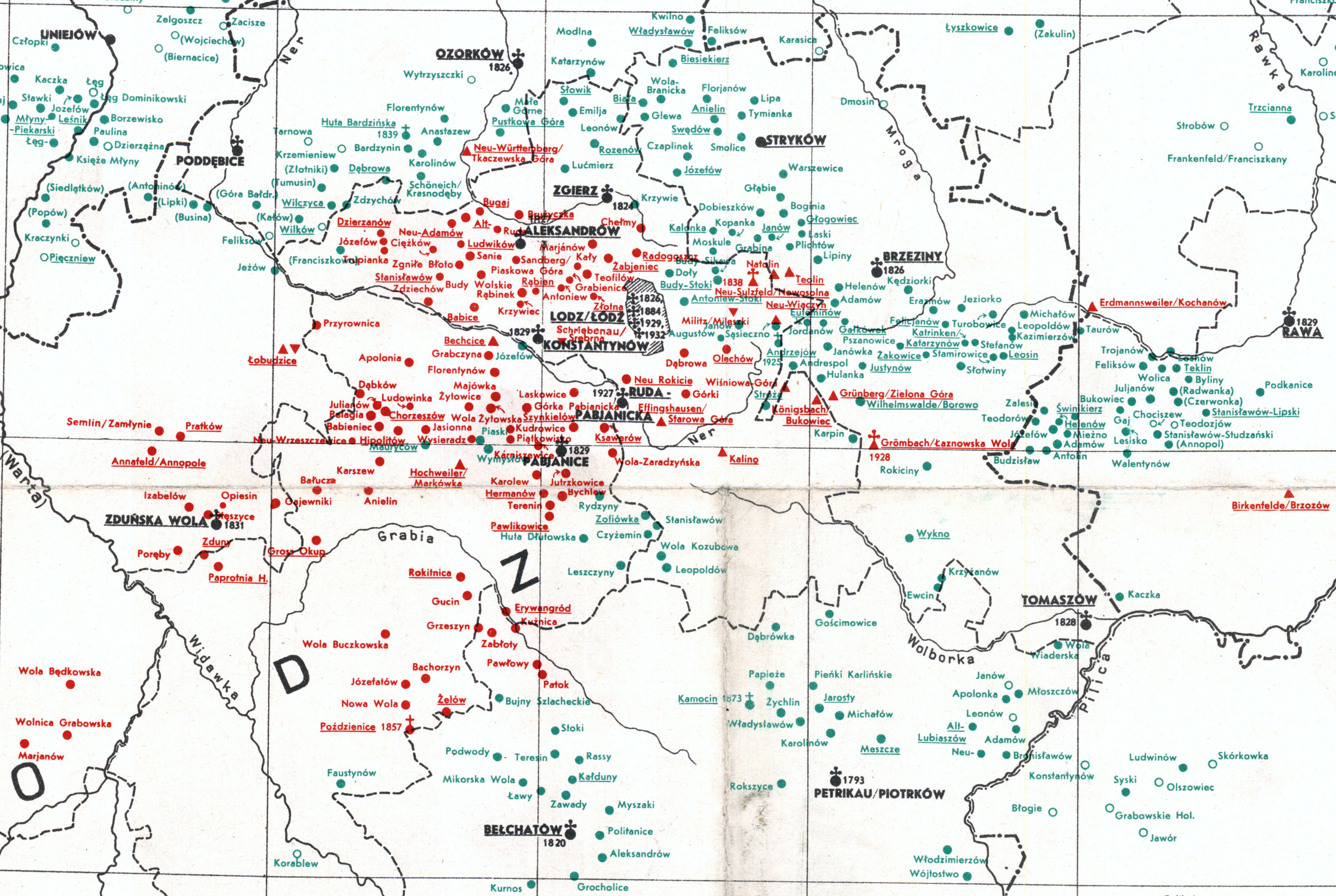
Karte des Heimatforschers Albert Breyer über die Herkunft der deutschen Siedler in Mittelpolen (1938)

In den achtziger Jahren des 18. Jahrhunderts erreichte die neuzeitliche Siedlungsbewegung deutscher Bauern, die seit dem 16. Jahrhundert von Westen her immer weiter nach Osten vordrang, den Raum des späteren Łódźer Industriegebietes. Die deutschen Bauern machten mit neuen Techniken Böden nutzbar, die bisher als für die Landwirtschaft ungeeignet gegolten hatten. Dabei kamen von Nordwesten her Siedler pommerscher Herkunft, von Südwesten Siedler schlesischen Ursprungs in die Region. Allerdings hatten zumeist bereits die Eltern oder Großeltern diese Herkunftsregionen verlassen, um sich in Polen niederzulassen, so dass die meisten Siedler bereits Erfahrung mit der Rodungsarbeit besaßen.
Den Anlass für die Zuwanderung der deutschen Bauern gaben die örtlichen Adligen, die ihre Einnahmen durch den von den Ansiedlern zu zahlenden Pachtzins erhöhen wollten. In der Regel beauftragte der Grundeigentümer einen Werber, der die westlicher gelegenen deutschen Siedlungsgebiete bereiste und dort die Siedler anwarb und in das Siedlungsgebiet führte. Als Gegenleistung erhielt er in der Regel das erbliche Schulzenamt in dem neu gegründeten Dorf, zu dem auch zinsfreies Land gehörte. Die Siedler zahlten bei der Ansetzung ein sogenanntes Grundgeld. Sie erhielten für die schwierige Zeit der Urbarmachung einige Freijahre, in denen sie keinen Zins zahlen mussten, und verpflichteten sich im Gegenzug, das Land zu roden und darauf Wohn- und Wirtschaftsgebäude zu errichten. Außerdem erhielten sie vom Grundherrn Land für eine Schule und einen Friedhof. In der Regel lebten die Siedler also getrennt von der polnischen Urbevölkerung in eigenen Dörfern oder Ortsteilen.
Die Siedler schlesischer Mundart, im regionalen Dialekt „Hockerlinger“ genannt, gründeten in der Regel Streusiedlungen, wobei sie feuchte, kaltgrundige Böden bevorzugten. Typisch für ihre Dörfer waren außerdem Bohlenscheunen oder aus kurzen Bohlen erbaute Ständerscheunen. Die Siedler kamen vorwiegend aus den deutschen Dörfern des Kalischer Landes, aus der Umgebung von Stawiszyn, Grodziec und Zagórów, andere aus dem Bereich von Grätz, Santomischel, Koschmin, Rakwitz, Lomnitz und Pleschen.
Die Siedler pommerscher Mundart, die man auch „Kaschuben“ nannte, gründeten hingegen Straßendörfer, in denen die Riegelscheune charakteristisch war. Sie stammten überwiegend aus Kujawien, aus der Umgebung von Dombie, Babiak, Chodecz, Mogilno, Witkowo, Strelno, sowie aus Rogasen, Bromberg, Wongrowitz und Schokken.
Bei der Beschreibung der Herkunft der Siedler ist jedoch zu bedenken, dass die Familien zumeist seit mehreren Generationen im polnischen Sprachraum lebten und dass es daher bereits zu einer gewissen Durchmischung und Assimilation gekommen war. Zwar wurde dieser Prozess dadurch gebremst, dass die Polen fast ausnahmslos katholisch und leibeigen waren und es daher kaum zu Mischehen kam, doch gerade in den westlicher gelegenen Regionen, aus denen die Siedler Mittelpolens kamen, schritt die Bauernbefreiung schon bald voran und begünstigte so die Durchmischung. Zum Teil war es auch, in der Regel unter dem Druck des jeweiligen Grundherren, zu einer Katholisierung der deutschen Dörfer gekommen, was wiederum die Polonisierung von deren Einwohnern förderte.
Die ältesten in dieser Region von Deutschen gegründeten Orte waren Ruda, Bugaj (für beide siehe Ruda-Bugaj) und Wierzbno (heute ein Stadtteil von Aleksandrów Łódzki), die im Jahr 1782 von Siedlern schlesischer Herkunft gegründet wurden und zunächst gemeinschaftlich den Namen Groß-Bruschitz (poln. Brużyca Wielka) trugen. Im Jahr 1784 folgte wenige Kilometer nördlich die Gründung von Słowik und Pustkowa Góra durch Siedler pommerscher Abstammung. Da die Deutschen zumeist evangelisch, die Polen hingegen katholisch waren, bereiste von 1786 an der evangelische Pfarrer aus Iłów die Gegend zweimal im Jahr, um die kirchliche Versorgung sicherzustellen. In den Zeiten, in denen er nicht anwesend war, wurden die Taufen und dergleichen in der jeweils nächstgelegenen katholischen Kirche beurkundet.
Bis 1793 wurden so folgende Orte gegründet: 1782: Ruda-Bugaj, Wierzbno; 1784: Słowik, Pustkowa Góra; 1785: Chechło; 1788: Chojny, Dąbrowa, Gałkówek; 1789: Swędów; 1790: Janów (nördl. v. Nowosolna), Janów (südl. v. Nowosolna), Górki; 1791: Rydzyny, Brużyczka; 1792: Żabieniec, Kały, Mileszki.

## 1793 bis 1807: Fortsetzung der Siedlung unter preußischer Herrschaft

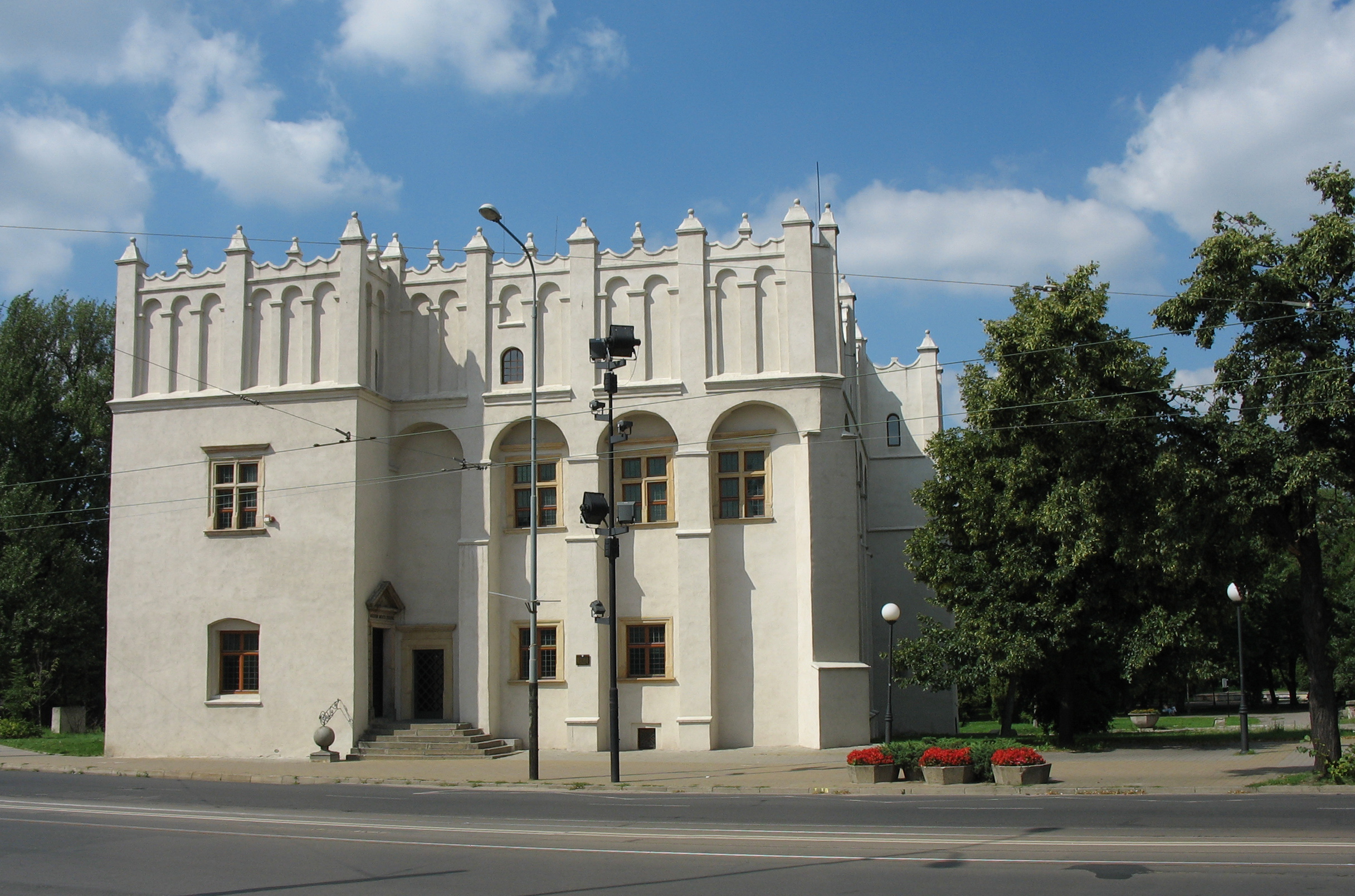
Das Schloss der Krakauer Bischöfe in Pabianice, zwischen 1793 und 1807 Sitz der preußischen Verwaltung, seit 1833 Rathaus

Im Jahr 1793 gelangte die Region um Łódź im Rahmen der zweiten polnischen Teilung als Teil Südpreußens zu Preußen. Trotz des politischen Umbruchs schritt die deutsche Siedlung in der Region sehr schnell voran, so dass es im Jahr 1800 bereits über 50 deutsche Dörfer gab, die auf Initiative des polnischen Adels entstanden waren (→ Liste ehemals deutsch besiedelter Orte im Raum Łódź).
Parallel zum Ausbau der Siedlungen entwickelte sich das deutsche Schulwesen: 1798 gab es bereits neun deutsche Volksschulen in der Umgebung von Łódź, und zwar in Słowik, Groß Brużyca (Brużyca Wielka), Klein Brużyca (Bużyczka Mała), Kały, Dąbrowa-Holendry, Swendow (Swędów), Glombie (Głąbie), Mileszki und Domrasin-Holendry, von denen allerdings zwei unbesetzt waren. Bis 1805 kamen noch fünf weitere Schulen hinzu.
Im Jahr 1801 wurde mit Unterstützung des Grundherrn Raphael von Bratuszewski das erste evangelische Kirchspiel der Region in Ruda-Bugaj gegründet, dessen erster Pfarrer Friedrich Georg Tuve wurde.
Die private Kolonisation wurde unter der Herrschaft Preußens gebremst, denn da die meisten dieser Siedler aus anderen preußischen Provinzen stammten, war damit im Sinne der Peuplierungspolitik kein Gewinn zu erzielen. Stattdessen begann nun die staatliche Kolonisation, für die Siedler aus dem nicht-preußischen Ausland geworben wurden. Von 1798 an wurden erste staatliche Kolonien in der Region angelegt, doch erst im Jahr 1800 begann die Kolonisation im großen Stil. Im darauf folgenden Jahr wurden in Süddeutschland Werbestellen eingerichtet und es begann die systematische Anwerbung von Siedlern. In den Jahren 1801–03 stiegen die Zahlen der Siedler rasch an, 1804 musste die Werbung jedoch eingestellt werden. Da ein großer Teil der Einwanderer aus Schwaben kam, wurde „Szwaby“ zur Bezeichnung für den Deutschen schlechthin.
Die staatliche Kolonisation wurde mit erheblichem Aufwand betrieben: Allein die Einrichtung einer Siedlerstelle in Südpreußen kostete 1000 Taler. Die Ansiedler und ihre Söhne wurden vom Militärdienst befreit, sie erhielten 3–6 Jahre Abgabenfreiheit (zum Teil auch mehr), je nach Bodenbeschaffenheit, Rodungsgelder von 600 polnischen Gulden für eine Magdeburger Hufe, Reiseunterstützung von 15 Groschen pro Meile je Familienmitglied, außerdem Wirtschaftsgeräte, Vieh und z. T. sogar zinsfreie Darlehen. Darüber hinaus wurden Wohnhaus, Stall und Scheune auf Staatskosten erbaut. Diese Unterstützung war wohl auch notwendig, denn die in der Rodearbeit unerfahrenen Süddeutschen waren bei der Urbarmachung ihres Landes auf die Unterstützung der einheimischen Deutschen angewiesen, die sie dank der gewährten Rodegelder für diese Arbeit bezahlen konnten.
Obwohl die Anwerbung von Siedlern noch im Gange war, kam es bereits 1803 und 1804 zu einer verstärkten Ab- bzw. Weiterwanderung nach Russland. Der preußische Staat versuchte mit allen Mitteln das Abziehen der Kolonisten zu verhindern, die Grenzposten versuchten die flüchtigen Siedler abzufangen, und denjenigen, die erwischt wurden, drohte als Strafe das sechsmalige große Rutenlaufen.
Dennoch gelang es vielen, über die Grenze nach Russland zu entkommen. Das Ziel dieser Wanderung war offenbar zumeist die Region von Odessa, zwischen Dnepr und Dnjestr.
Preußische Kolonien in der Łódźer Region waren: Woiwodschaft Masowien: Amt Laznow: Grömbach (Łaznowska Wola) 1800, Grünberg (Zielona Góra) 1803, Wilhelmswalde (Borowa) 1800, Friedrichshagen (Augustów) 1803, Neusulzfeld (Nowosolna) 1801, Neuwionczyn (Wiączyń Nowy) um 1800, Oberwionczyn (Wiączyń Górny) 1803, Unterwionczyn (Wiączyń Dolny) 1803; Amt Tkaczew: Friedrichsruhe (Aleksandria), Kleingórne (Małogórne) 1798, Neuwürttemberg (Tkaczewska Góra) um 1800; Amt Zdiechow: Schöneich (Stare Krasnodęby) 1802 und Engelhardt (Aniołów); Woiwodschaft Kalisch, Amt Pabianice: Königsbach (Bukowiec) 1803, Effingshausen (Starowa Góra) 1800 und Hochweiler (Markówka) um 1800.

## 1807 bis 1815: Weiterwanderung nach Bessarabien

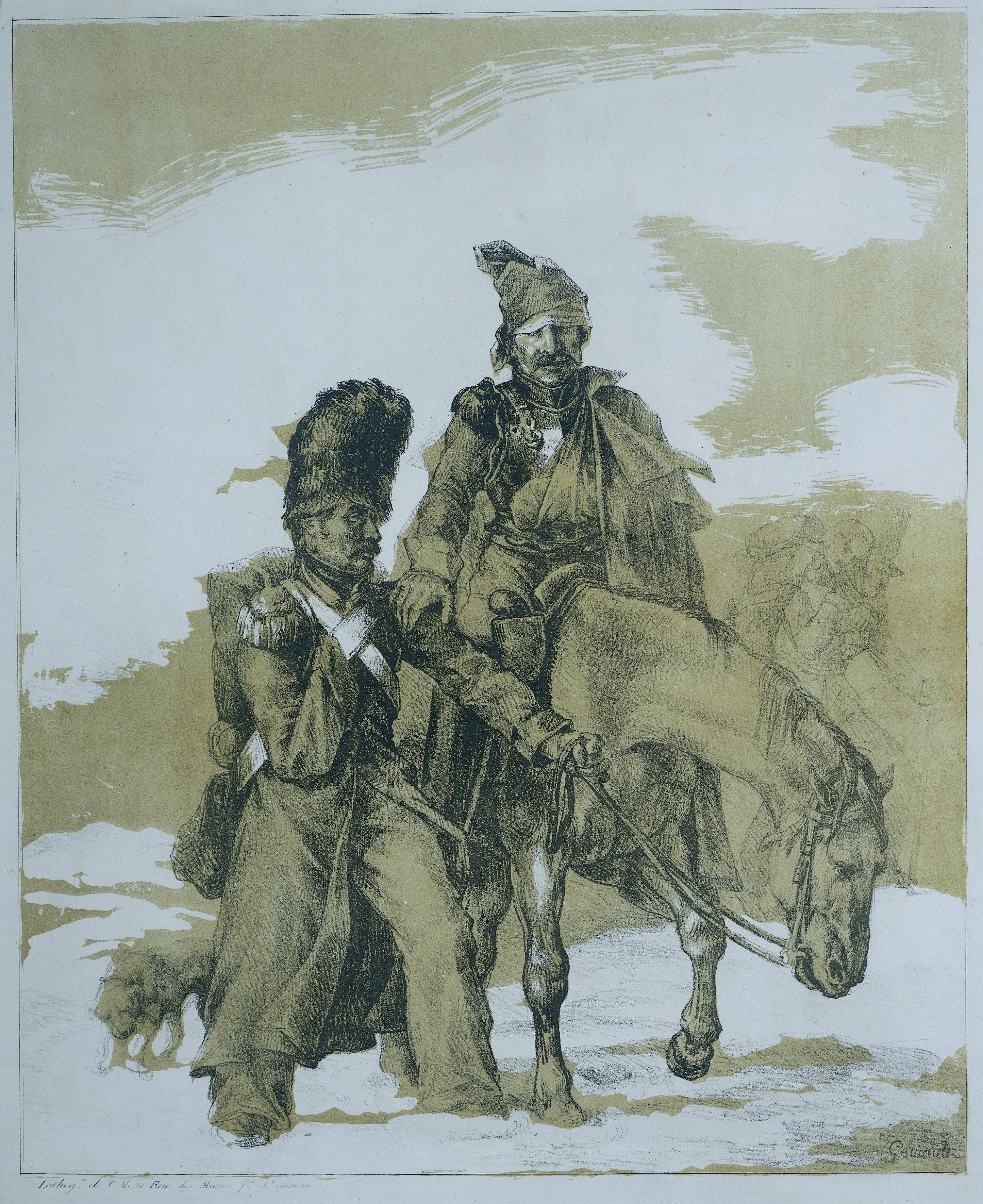
Aus Russland zurückkehrende Soldaten Napoléons

Nach der Niederlage Preußens gegen Napoléon kam die Region durch den Frieden von Tilsit im Jahr 1807 zum neugebildeten Herzogtum Warschau, bei dem es sich um einen Satellitenstaat Frankreichs handelte.
Es folgten weiter sehr unruhige Zeiten, zunächst 1809 der Fünfte Koalitionskrieg und dann der Russlandfeldzug Napoleons von 1812 zunächst mit Truppendurchzügen und Requirierungen, anschließend mit den zurückkehrenden aufgelösten Truppen und der nachfolgenden russischen Besatzung. Im Raum Łódź erschienen die ersten Kosaken im März 1813.
All diese Ereignisse brachten die Menschen in der Region in große Not. Besonders davon betroffen waren die süddeutschen Einwanderer, denen die gewährten Vergünstigungen seit 1807 immer weiter gekürzt wurden und die, als ihre Freijahre abgelaufen waren, oft noch nicht die Gelegenheit gehabt hatten, ihre Wirtschaft in Gang zu bringen. Vielfach wurde um zusätzliche Freijahre gebeten.
Als die Russen 1813 ins Land kamen, befanden sich viele deutsche Siedler in einer verzweifelten Situation, so dass die Werbekampagne des russischen Staates für eine Auswanderung nach Bessarabien auf fruchtbaren Boden fiel. Vor allen Dingen in den Jahren 1814 und 1815 zogen viele Familien davon, so dass manche Dörfer einen großen Teil ihrer Einwohner verloren. Besonders stark betroffen war das Amt Łaznów und die darin liegende Staatskolonie Grömbach (Łaznowska Wola), vermutlich weil Bernhard Boneth und Martin Voßler, die Führer eines 138 Familien umfassenden Auswandererzuges des Jahres 1814, von dort stammten. Die meisten Kolonisten verkauften ihre Siedlerstellen, viele zogen aber auch einfach davon, weil sie verschuldet waren oder niemand die Stellen annehmen wollte.
Für die Werber war das Ganze offenbar ein einträgliches Geschäft, was einzelne zu kriminellen Methoden greifen ließ: Aus Brużyczka ist schriftlich überliefert, dass die Einwohner mit Waffengewalt zur Auswanderung gezwungen werden sollten. Sechzehn der vierundzwanzig Familien konnten jedoch entkommen und später gerichtlich ihren Besitzanspruch auf ihre Siedlerstellen, die sie angeblich verkauft hatten, geltend machen. Ähnliche Überlieferungen gibt es aus Krzywiec und aus Zamłynie, Annefeld (Annopole) und Zborowskie bei Zduńska Wola. Allerdings ist es auch denkbar (wenn auch nicht in den oben genannten Fällen), dass manche Kolonisten Gewalt vortäuschten, weil sich die Grundherren bei der Ansiedlung häufig das Recht vorbehielten, ohne Genehmigung davonziehende Siedler mit Gewalt wieder zurückzuholen.
Die Abwanderung aus Mittelpolen nach Bessarabien dauerte bis 1840 an.
Folgende Dörfer wurden durch die Abwanderung nach Bessarabien fast vollständig entvölkert: Alt-Schöneich (Stare Krasnodęby), Dąbrówka Górna, Friedrichsruhe (Aleksandria), Engelhardt (Aniołów), Grömbach (Łaznowska Wola), Effingshausen (Starowa Góra) und Kiełbasa. Die Stellen gingen zumeist in den Besitz von Siedlern pommerscher Herkunft aus dem Raum Dombie (Dąbie) über.

## 1815 bis 1863: Fortgesetzte Einwanderung und Gründung von Städten

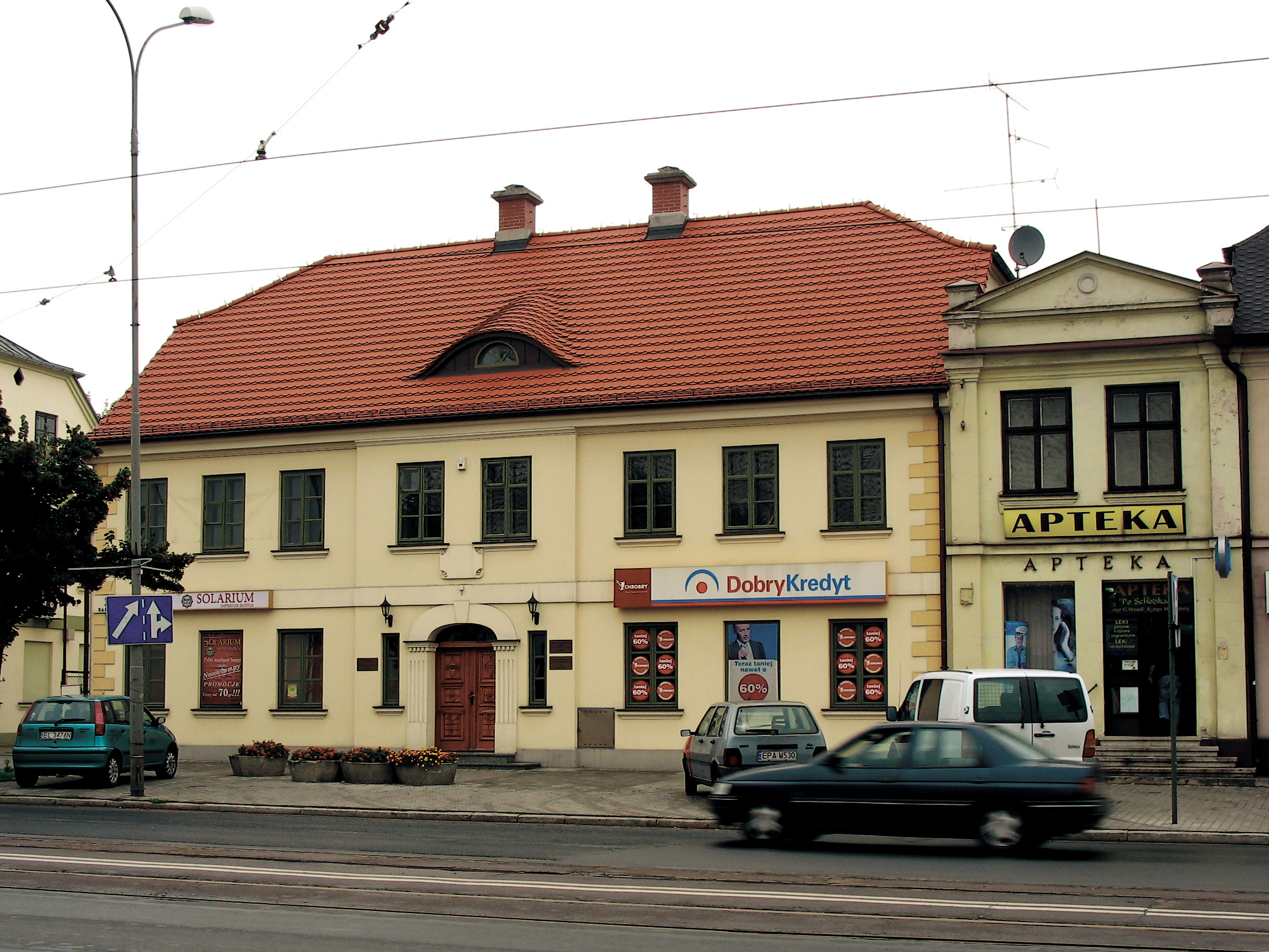
Pabianice – ältestes erhalten gebliebenes Weberhaus der deutschen Weber

Von 1815 an gehörte die Łódźer Region zu dem auf dem Wiener Kongress gebildeten so genannten Kongresspolen, das dem russischen Zaren unterstand. Durch die neue Grenzziehung wurde die Gegend von einem wenig beachteten Hinterland Preußens mit einem Mal zum westlichen Vorposten Russlands. Einwanderungswilligen Tuchmachern und Webern bot Kongresspolen einerseits den Vorteil, gegenüber der sich bereits in der Industrialisierung befindlichen Wirtschaft der westlicher gelegenen Länder durch eine Zollgrenze geschützt zu sein, andererseits eröffnete sich der riesige Markt des russischen Reiches. Hinzu kamen noch die Vergünstigungen, die adlige Grundbesitzer ebenso wie der Staat den Einwanderern boten. Während die ländliche Kolonisation sich ungebremst fortsetzte, kam nun auch die Einwanderung städtischer Handwerker hinzu und in schneller Folge wurden – mit wechselndem Erfolg – neue Städte oder auch neue Stadtviertel für die deutschen Einwanderer gegründet.
Folgende Städte wurden in dieser Zeit im Raum Łódź im Rahmen der Zuwanderung deutscher Tuchmacher und Weber gegründet: Ozorków (1813, Stadtrecht 1816), Aleksandrów Łódzki (1817, Stadtrecht 1822), Zduńska Wola (1817/18, Stadtrecht 1825), Konstantynów Łódzki (1821), Tomaszów Mazowiecki. Folgende bereits bestehende Städte waren außerdem Ansiedlungsorte deutscher Einwanderer: Pabianice (seit 1796), Brzeziny (seit Beginn des 19. Jahrhunderts, 1816 Gründung des Tuchmachervorortes Lasocin), Zgierz (seit 1818) und Łódź (seit 1821).

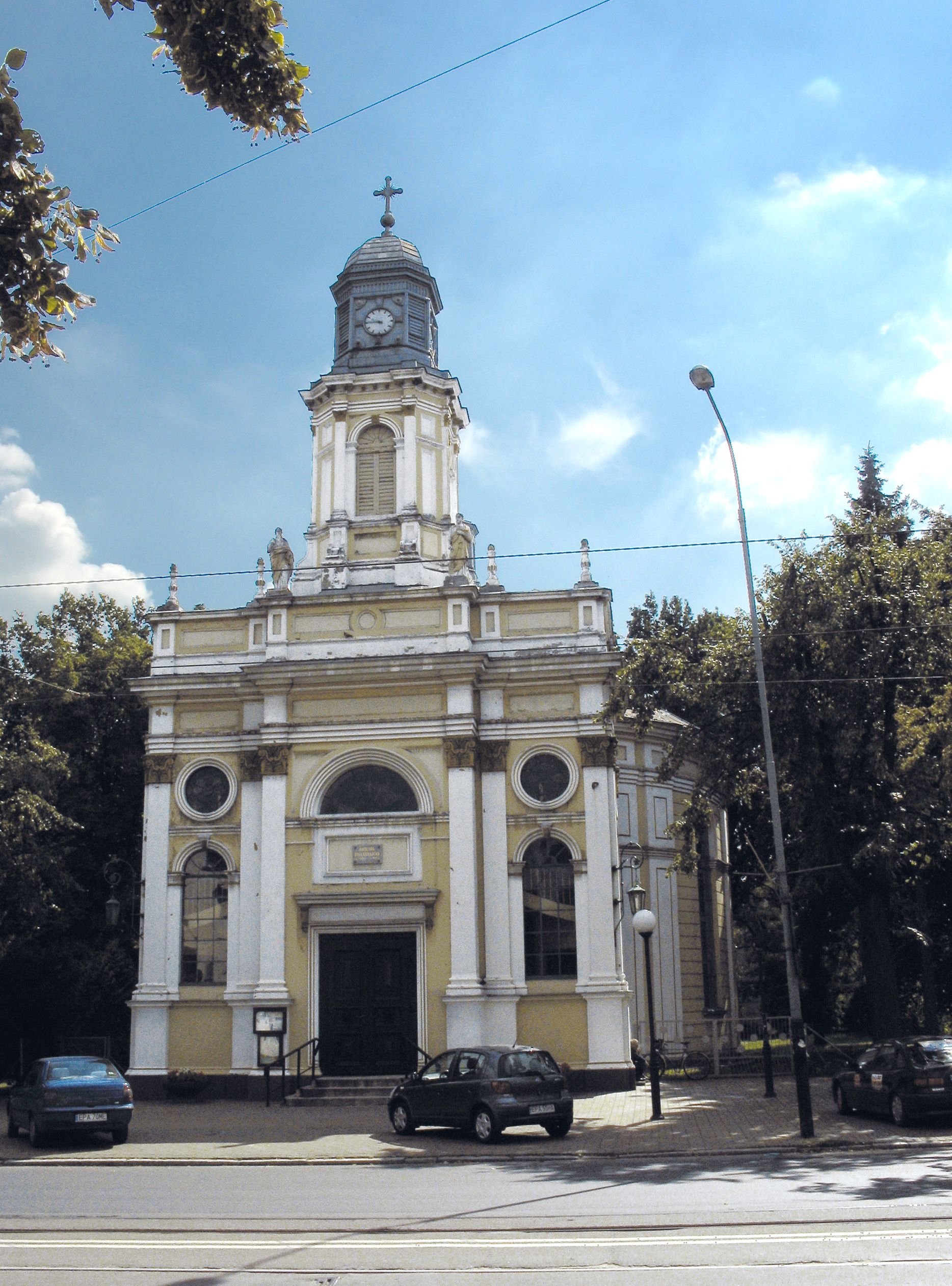
Die evangelisch-augsburgische St.-Peter-und-Paul-Kirche in Pabianice

Der Gründung der Städte folgte der Aufbau des evangelischen Kirchenwesens. Zumeist mit Unterstützung der Grundherren wurden folgende Kirchspiele gegründet: 1826: Łódź St. Trinitatis, Konstantynów Łódzki, Ozorków; 1827: Pabianice; 1829: Brzeziny, Zduńska Wola; 1830: Tomaszów Mazowiecki; 1838: Nowosolna; 1839: Filial Huta Bardzyńska, Filial Poddębice.
In den Jahren nach 1815 war es aus Südpreußen auch zu einer Abwanderung neu angesiedelter Familien nach Preußen gekommen, da manche der unmittelbar aus dem Deutschen Reich eingewanderten Familien sich nicht vorstellen konnten, unter fremder Herrschaft zu leben. Der Łódźer Raum ist in diesem Zusammenhang aber nicht aktenkundig geworden, wobei es dennoch möglich ist, dass es Rückwanderer gab, insbesondere wenn diese nicht erwarteten, in Preußen erneut Land vom Staat zugeteilt zu bekommen.
Im Novemberaufstand von 1830/31 blieb die überwiegende Mehrheit der Deutschen passiv, da sie Vorbehalte gegenüber dem polnischen Adel und dem gegenüber den Protestanten intoleranten polnischen Klerus hatten. Diese Haltung teilten die Pastoren Herrmann aus Brzeziny und Metzner aus Łódź, ganz im Gegensatz zur Mehrheit der evangelischen Pastoren, die den Aufstand unterstützten. Unter den Handwerkern in den Städten war die Haltung geteilt. Die Tuchmacher der Städte Zduńska Wola, Konstantynów Łódzki und Zgierz erhielten später eine Belohnung von der russischen Regierung für ihren Einsatz gegen die aufständischen Polen. Die Tuchmacher in Łódź und Aleksandrów Łódzki hingegen bildeten Einheiten, mit dem Ziel, die Aufständischen zu unterstützen. Da es sich um Ausländer handelte, wurde zumindest die Einheit aus Aleksandrów Łódzki wieder zurück in die Stadt geschickt, um stattdessen dort die Bevölkerung vor Übergriffen zu schützen. Auch in Ozorków, Konstantynów Łódzki, Łódź, Pabianice und Zduńska Wola wurden Bürgerwehren gebildet, die den Schutz der Städte und der umliegenden deutschen Dörfer übernahmen.
Während des Aufstandes dezimierten Hunger und Seuchen die Bevölkerung und, auch wenn es nur vereinzelt zu Übergriffen auf die deutsche Bevölkerung gekommen war, so wanderten doch zahlreiche Familien nach Wolhynien und Podolien ab. Der wirtschaftliche Stillstand zwang darüber hinaus zahlreiche Tuchmacher, die Region zu verlassen. Die meisten wanderten nach Weißrussland und Wolhynien weiter, wo sie sich u. a. in Białystok niederließen, viele gingen aber auch nach Böhmen oder kehrten nach Deutschland zurück. Trotz alledem überstieg die Zuwanderung die Verluste und die Zahl der Deutschen in der Region stieg weiter.

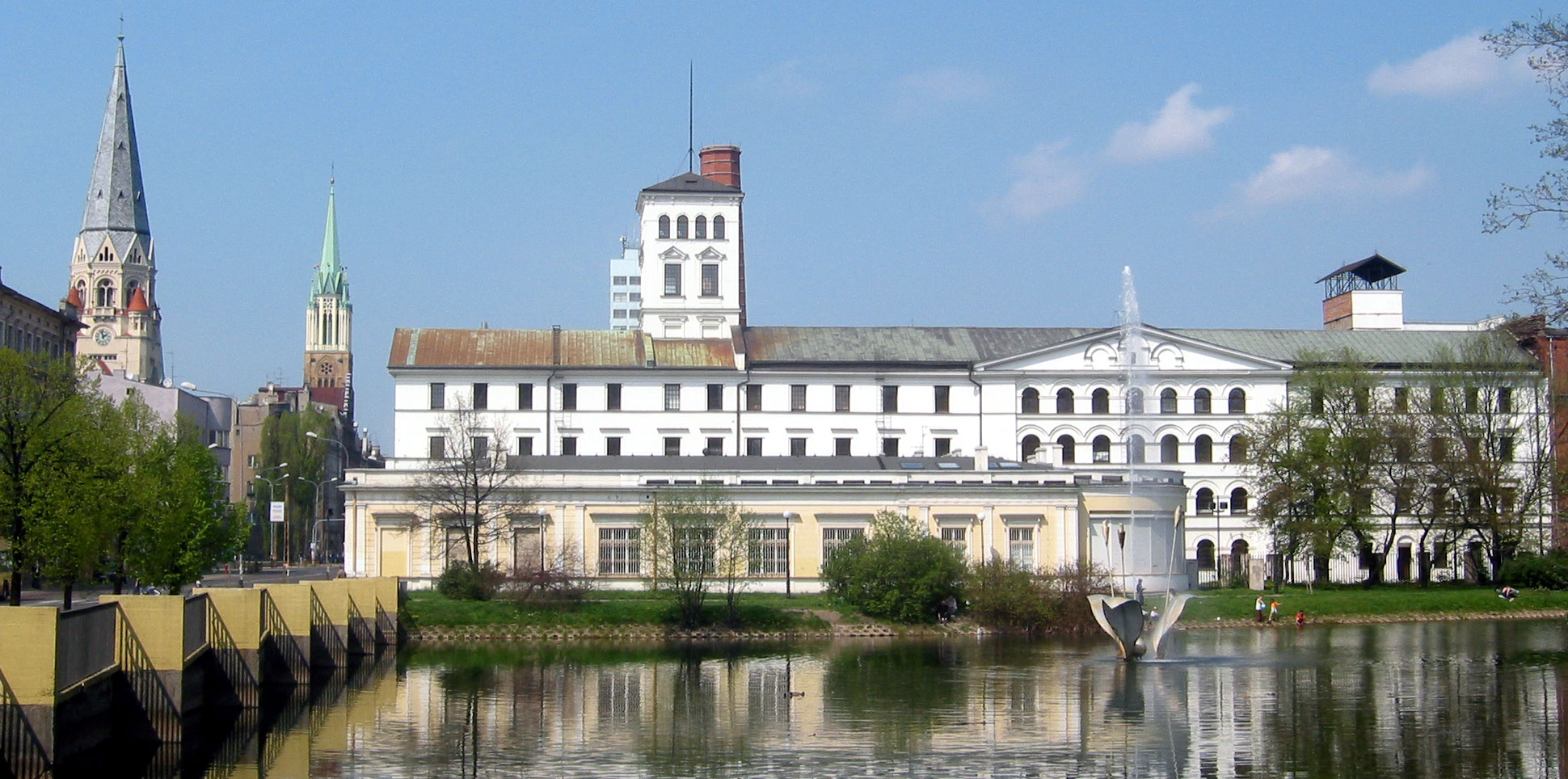
Geyers Weiße Fabrik in Łódź

In den neu gegründeten Städten in der Umgebung von Łódź waren die Deutschen vielfach tonangebend, zumal deutsche Handwerker bei der Industrialisierung der Region eine Schlüsselrolle spielten. Diese besondere Situation führte zu einer zunehmenden Konzentration der Polendeutschen in der immer schneller wachsenden Stadt Łódź und den umliegenden Städten. Da die polnischen Bauern noch nicht freizügig waren, wurde der wachsende Arbeitskräftebedarf der Industrie vorwiegend durch die nicht erbberechtigten Kinder deutscher Bauern gedeckt, die aus dem weiteren Umland zuzogen.
In den Jahren 1834 bis 1838 kam es noch einmal zur Werbung von Siedlern direkt aus Deutschland, wobei nun, anders als sonst, alte polnische Dörfer mit gutem Lehmboden zur Besiedlung freigegeben wurden. In Srebrna und Mikołajewice wurden Familien aus Baden angesetzt, wohingegen in den folgenden Orten insgesamt etwa 500 Familien aus verschiedenen hessischen Herrschaftsgebieten angesiedelt wurden: Bechcice, Łobudzice, Babice, Wola Czarnyska und Przyrownica; hinzu kamen ca. 170 Familien städtischer Siedler vor allem in Konstantynów Łódzki und Łódź. Weitere von Hessen besiedelte Dörfer waren Kurów und Kurówek im Süden von Łask.
Im Jahr 1845 wurde in Łódź eine vierklassige, zweisprachig geführte „Deutsch-russische Realschule“ gegründet.
Die Einwanderung aus Hessen endete im Jahr 1839, und in den 1840er Jahren kam auch die Zuwanderung aus dem Posener Raum und anderen westlicher gelegenen polnischen Gebieten zum Erliegen, da Amerika als Auswanderungsziel immer beliebter wurde. Da von dieser Zeit an häufiger als in früheren Jahrzehnten Polen in den Kolonien angesetzt wurden, kam es zunehmend zu gemischten Siedlungen.
Indem neue Siedler aus den westlichen Regionen ausblieben, wurden die Polendeutschen von neuen Ideen und Entwicklungen abgeschnitten, lebten zunehmend isoliert und gerieten in Rückschrittlichkeit. In Deutschland gerieten die Polendeutschen in der zweiten Hälfte des 19. Jahrhunderts in Vergessenheit.

## 1863 bis 1914: Abwanderung nach Wolhynien und Industrialisierung

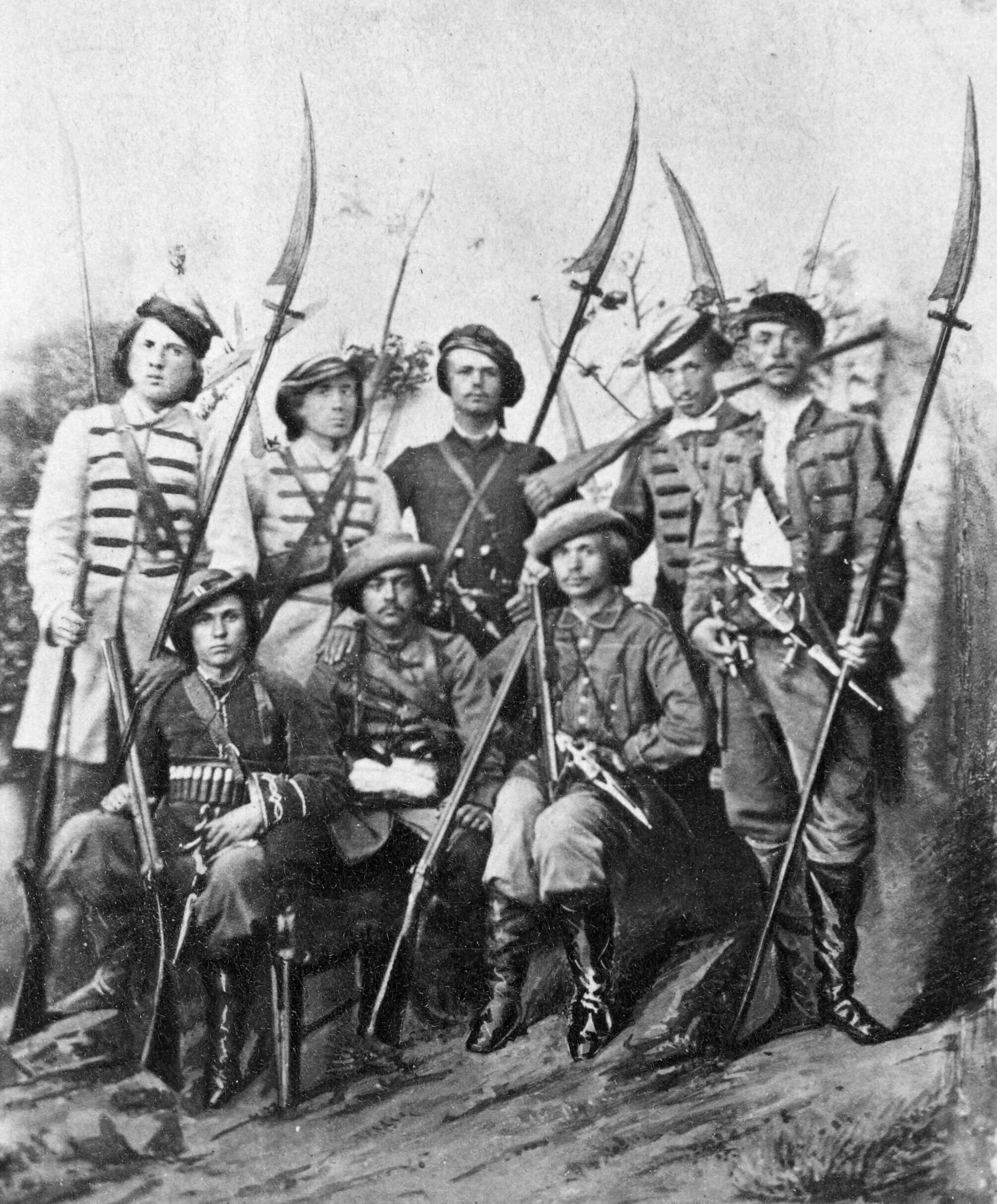
Mit Sensen bewaffnete polnische Kämpfer des Januaraufstandes

Der Januaraufstand von 1863/64, der letztendlich von den Russen niedergeschlagen werden konnte, weil die noch immer unfreien polnischen Bauern passiv blieben, war der Wendepunkt in der Geschichte der Polendeutschen. Hatte in der bisherigen Geschichte dieser Volksgruppe im Vordergrund gestanden, dass ihre Ansiedlung zur Entwicklung des Landes beitrug und dessen Industrialisierung ermöglichte, so wurde nun deutlich, dass die den Deutschen gewährten Vorteile Ungunst, Hass und Neid auf Seiten des polnischen Mittelstandes erzeugt hatten. Allerdings stand die überwiegende Mehrheit der deutschen Bevölkerung dem Aufstand ablehnend gegenüber, da sie sich als Angehörige des russischen Staates sah. Auch das Konsistorium der evangelisch-augsburgischen Kirche sowie die überwiegende Mehrheit ihrer Pastoren standen auf Seiten des Zaren.
Es gab jedoch auch Deutsche auf Seiten der Polen. Im Raum Łódź unterstützten die Pastoren Karl Gustav Manitius (Łódź, St.-Trinitatis-Gemeinde, er musste die Stadt 1865 verlassen) und Eduard Boerner (Zduńska Wola) die Aufständischen. Auch Pastor Biederman in Pabianice soll Sympathien für die polnische Seite gehegt haben. In Tomaszów bildete sich eine Abteilung von 60 Deutschen, die den Aufstand im Kampf unterstützte. Als es um die Fastnachtszeit 1864 zu der so genannten „Schlacht bei Dobra“ nordöstlich von Łódź kam, waren nach mündlicher Überlieferung unter den Aufständischen auch einige Deutsche. Nachdem jedoch der Kampf für die Polen verloren gegangen war, lieferten die deutschen Bauern von Neusulzfeld (Nowosolna) einen flüchtenden Rebellenführer an die russischen Behörden aus (nach anderer Überlieferung soll es der jüdische Gastwirt des Ortes gewesen sein).
In dieser Situation gerieten die Deutschen zwischen die Fronten, und es kam vielfach zu Übergriffen. Allein in der evangelischen Kirchengemeinde Brzeziny, die 1866 4246 Mitglieder hatte, verloren 14 Mitglieder ihr Leben durch den Aufstand. Aus der Kirchengemeinde Aleksandrów sind ebenfalls Todesopfer überliefert, und in Świniokierz wurde der Landwirt Gottfried Scheffler von den Aufständischen unter Majewski erhängt.
Die Feindseligkeiten, die die Polendeutschen im Aufstand von 1863/64 erfahren hatten, führten zu einer starken Abwanderungswelle aus ganz Mittelpolen ins Lubliner Land, Cholmer Land, nach Wolhynien und in das Innere Russlands. Bereits unmittelbar nach dem Aufstand verließen weit über 1000 Deutsche den Łódźer Raum. Allein aus dem Kirchspiel Konstantynów zogen über 100 Familien fort. Vor allem an den Rändern der Łódźer Sprachinsel, insbesondere bei Ozorków und Brzeziny, wurden zahlreiche Kolonien von ihren deutschen Einwohnern verlassen. Vor allen Dingen in den Jahren 1865 und 1866 war die Abwanderung nach Wolhynien sehr stark, danach ging sie wieder etwas zurück. Sie setzte sich jedoch bis etwa 1892 fort und endete erst, nachdem 1887 der Ankauf von Land durch fremde Kolonisten verboten wurde. Auch die Auswanderung nach Amerika gewann in dieser Zeit an Bedeutung, vor allen Dingen in den Jahren 1869 bis 1891 und 1910 bis 1913, allerdings spielte sie im Łódźer Raum nur eine geringe Rolle. Aus der Zeit um die Wende zum 20. Jahrhundert ist die Auswanderung von Familien aus Birkenfeld (Brzozów), Jankow (heute Jankowice) und Erdmannsweiler (Kochanów) nach Amerika bekannt geworden.
Folgende Dörfer verloren ihre deutschen Einwohner ganz oder zum Teil durch Abwanderung nach Wolhynien, in die Städte oder nach Übersee: Woźniki, Małczew-Holland bzw. Adamów, Stypin (nicht identifiziert), Aniołów, Modlica-Holl., Karkoszki, Sarnie Budy (nicht identifiziert, möglw. Sanie), Przyłęk, Karasica, Felicjanów, Erazmów, Głąbie, Laski, Plichtów, Gozdów, Boginia, Janinów, Neu-Skoszewy, Marianów, Janów (nördl. v. Nowosolna) und Umgebung.
Nach der Niederschlagung des Aufstandes wurde 1864 wurde in Kongresspolen die Bauernbefreiung durchgeführt. Somit traten einerseits immer mehr polnische Bauern als freie Siedler auf, so dass das Land bald knapp und teuer wurde. Andererseits strömten nun auch landlose Polen in die Städte, in denen die Mechanisierung gerade so weit fortgeschritten war, dass man immer weniger Fachkräfte und zugleich immer mehr ungelernte Arbeiter benötigte. Deutsche waren nun zumeist als Fachkräfte in der Beaufsichtigung der Produktion tätig, während die große Masse der Arbeiter aus Polen bestand. Es kamen aber auch viele landlose Deutsche in die Stadt, die dort ihr Auskommen suchten. Das enorme Wachstum der Stadt Łódź wurde durch den Eisenbahnbau, der den riesigen russischen Markt erschloss, noch zusätzlich beschleunigt.

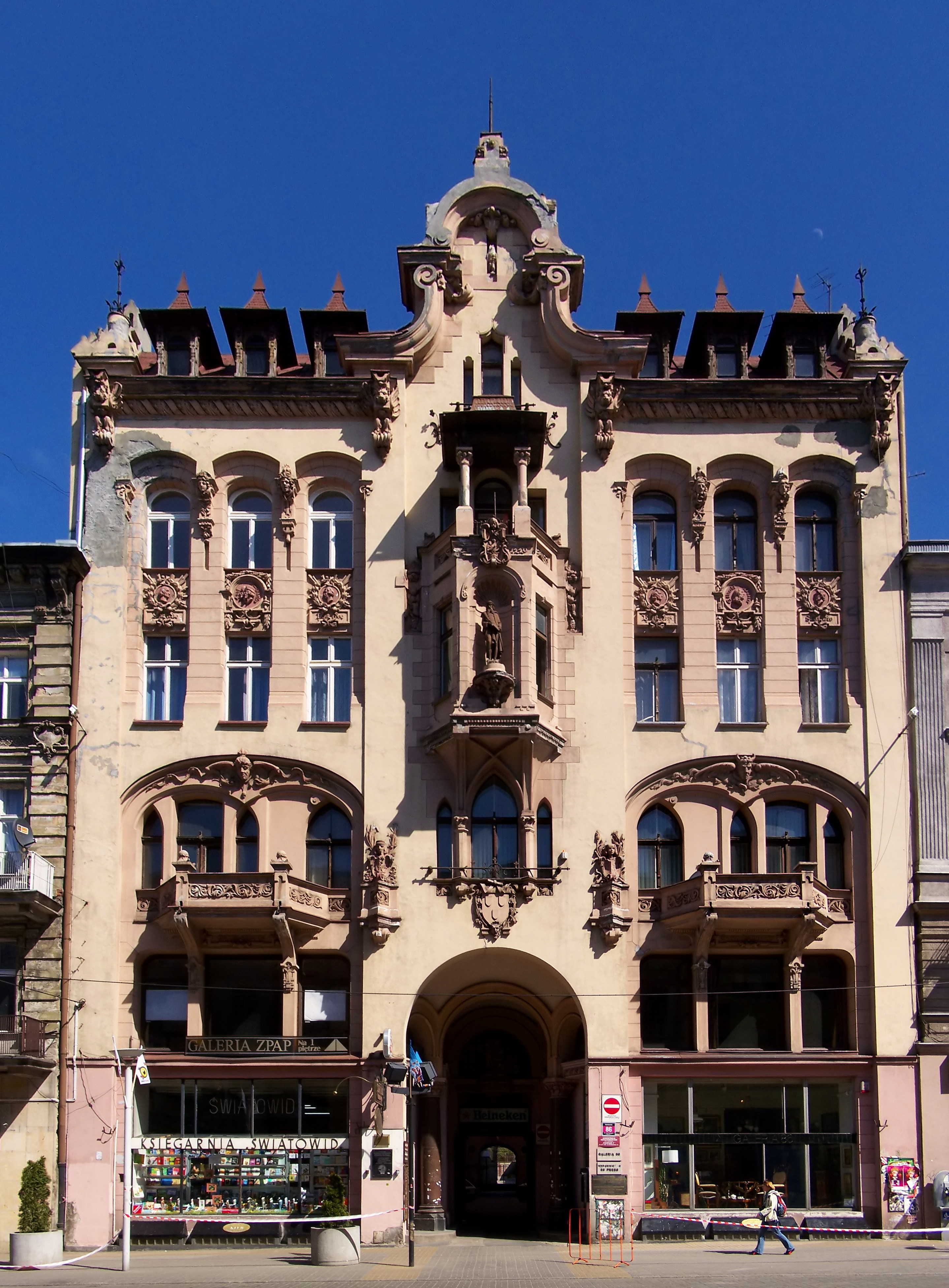
Gutenberg-Haus in Łódź, 2006 – ab 1897 Sitz von Druckerei und Redaktion der Lodzer Zeitung

1863 wurde die Lodzer Zeitung (zunächst unter dem Titel Lodzer Anzeiger) als erste Zeitung der Stadt gegründet. Sie erschien zunächst in deutscher und polnischer Sprache (ab 1881 nur noch in Deutsch).
Der Ausbau des Schulwesens schritt in den folgenden Jahren voran, zugleich setzte jedoch die Russifizierung der Schulen ein. Waren die Lehrer der Kantoratsschulen bisher in der Regel ohne besondere Ausbildung gewesen und hatten zumeist ein Handwerk im Nebenerwerb betrieben, wurde nun erstmals eine geregelte Lehrerausbildung möglich: Im Jahr 1866 wurden in Warschau die Pädagogischen Kurse mit einer dreijährigen Ausbildung für evangelische Elementarschullehrer in Mittelpolen gegründet. 1871 wurde die Unterrichtssprache dort allerdings Russisch, nur Religion und Deutsch wurden weiterhin auf Deutsch unterrichtet. 1873 gingen die Pädagogischen Kurse im Warschauer Evangelischen Lehrerseminar auf.
Ebenfalls im Jahr 1866 wurde ein deutsches Realgymnasium in Łódź gegründet, 1871 wurde die Unterrichtssprache jedoch bereits russisch. 1880 wurde die Schule in eine Gewerbeschule mit russischer Unterrichtssprache umgewandelt, Deutsch war nur noch ein Nebenfach.
Die seit 1845 in Łódź bestehende „Deutsch-russische Realschule“ wurde 1869 auf Veranlassung der Behörden geschlossen. Weiterhin gab es noch die deutschen Privatschulen von Ringer (1890 geschlossen) und das 1878 gegründete Rothertsche Mädchengymnasium.
Die Lehrer der Kantoratsschulen mussten sich ab 1871 einer russischen Sprachprüfung unterziehen, und im Jahr darauf wurde verpflichtender Russischunterricht eingeführt. Die Pfarrer wurden aufgefordert, bei ihren Schulbesuchen die Russischkenntnisse der Kinder zu überprüfen. Ab 1870 erfolgte außerdem die Umwandlung zahlreicher – kirchlicher – Kantoratsschulen in – staatliche – Elementarschulen. Diese Maßnahme wurde in der Regel von den Lehrern begrüßt, da sie nun vom Staat erheblich besser besoldet wurden. Zugleich wurde jedoch in vielen Fällen das zu den Schulen gehörige Land den Kirchen entzogen und der staatlichen Schulverwaltung unterstellt, so dass später viele Schulen ihren evangelischen, deutschen Charakter verloren.
Das im Wesentlichen bereits gut entwickelte Kirchenwesen wurde 1873 durch die Gründung der Filialkirche Kamocin und 1884 durch das Kirchspiel St. Johannis in Łódź ergänzt.
Mit dem wachsenden Wohlstand in der Stadt Łódź entwickelte sich ein Sommerfrischenbetrieb, der wohlhabende Städter in die umliegenden Dörfer führte. Als im Jahr 1912 in Andrzejów entschieden wurde, anstelle des zu klein gewordenen Bethauses eine Kirche zu bauen, spielte auch die wachsende Zahl von Sommergästen eine Rolle. Auch in Königsbach (Bukowiec) gab es bereits vor dem Ersten Weltkrieg Sommergäste.
Als im Jahr 1905 die Russische Revolution auf Łódź übergriff und es im Juni des Jahres zu Barrikadenkämpfen in der Stadt kam, waren Deutsche auf allen Seiten an dem Konflikt beteiligt. Unter den Todesopfern waren auch zahlreiche Deutsche. Die Unruhen setzten sich bis ins Jahr 1907 fort, wobei es einerseits wiederum ein Kampf um die polnische Unabhängigkeit war, andererseits ging es auch um Forderungen der Arbeiterklasse für bessere Lebens- und Arbeitsbedingungen. In Łódź solidarisierten sich dabei zu Beginn die verschiedenen Bevölkerungsgruppen in den jeweiligen Lagern miteinander. Später jedoch bekämpften sich – wohl auch von der russischen Obrigkeit gefördert – die verschiedenen Gruppierungen gegenseitig. Nach der Niederschlagung des Aufstandes verschlechterte sich das Klima zwischen den Deutschen, Juden und Polen in Łódź deutlich und dauerhaft.
Ausgelöst durch die Unruhen von 1905 bis 1907 hatte die Regierung jedoch zahlreiche Zugeständnisse machen müssen. Die forcierte Russifizierungspolitik musste eingestellt werden und ab 1907 wurde die deutsche Sprache wieder für den Unterricht in deutschen Elementarschulen zugelassen. Letzteres blieb jedoch nahezu wirkungslos, da russische Behörden wegen einer geplanten allgemeinen Schulpflicht die Einführung der deutschen Sprache behinderten. Darüber hinaus war es in den städtischen Schulen bereits zu einer Vermischung von deutschen und polnischen Schülern gekommen, was ebenfalls Widerstände bei der Einführung der deutschen Sprache erzeugte. In Łódź versuchte man durch Gründung neuer deutschsprachiger Kantoratsschulen diesen Problemen entgegenzuwirken.

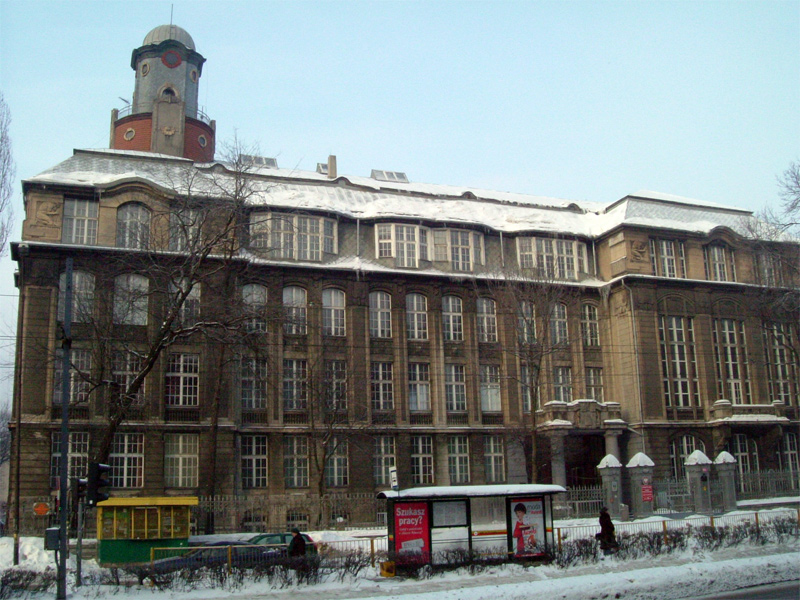
Gebäude des ehemaligen Łódźer Deutschen Gymnasiums, heute Gebäude der Universität Łódź, 2006

Das Jahr 1906 gilt als das Gründungsjahr des Lodzer Deutschen Gymnasiums, das zunächst von Braun geleitet wurde. 1908 wurde es von dem im Vorjahr gegründeten deutschen Gymnasial- und Realschulverein übernommen. 1910 zog es in ein eigens neu erbautes Schulgebäude um.
Im Jahr 1911 wurde das evangelische Lehrerseminar von Warschau nach Łódź verlegt.
Bereits Ende des 19. Jahrhunderts verdächtigten russische Militärs die deutschen Siedler als „deutsche Vorposten und Spione“. Diese Ansicht verbreitete sich vor dem Ersten Weltkrieg zunehmend auch in der polnischen Publizistik und umfasste bald weitere Bevölkerungskreise. So fand die mit dem Aufstand von 1863/64 aufgekommene Feindseligkeit gegenüber den Deutschen ihre Fortsetzung im 20. Jahrhundert.

## 1914 bis 1918: Schlacht um Łódź und deutsche Besatzungszeit

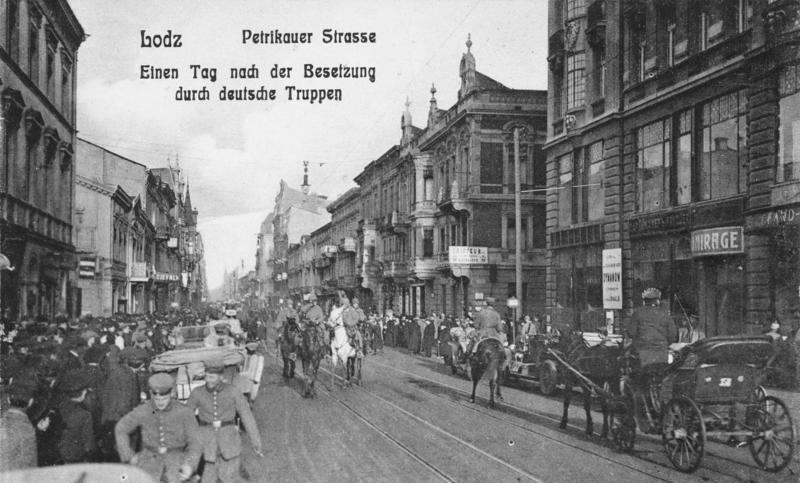
Łódź am Tag nach der Besetzung durch deutsche Truppen, 1914

Nachdem Deutschland am 1. August 1914 Russland den Krieg erklärt hatte, wurden viele Deutsche, die mittlerweile die russische Staatsangehörigkeit angenommen hatten, zum russischen Heer eingezogen. Sie dienten zumeist an der Kaukasusfront. Diejenigen, die ihre deutsche Staatsangehörigkeit nicht aufgegeben hatten, wurden deportiert, so zum Beispiel der Volkstumsführer Ludwig Wolff d. Ä. aus Pabianice mit seiner Familie, der nach Russland gebracht wurde. Auch die Familie des Lehrers und späteren Schuldirektors und Siedlungsforschers Albert Breyer musste die Region verlassen und verbrachte einige Jahre in Sankt Petersburg. Deportationen von ganzen Dorfgemeinschaften (insgesamt etwa 150.000 Deutsche), wie sie ab dem Sommer 1915 in den weiter östlich gelegenen Regionen Polens vorgenommen wurden, gab es im Łódźer Raum jedoch nicht, da die Region zu dieser Zeit bereits deutsch besetzt war.
Der Erste Weltkrieg brachte für die Łódźer Deutschen einschneidende Veränderungen. Schon nach wenigen Monaten war die Region Kriegsschauplatz: Vom 11. November bis 5. Dezember 1914 forderte die Schlacht um Łódź zahlreiche Todesopfer auch unter Deutschen der Region. Daneben gab es in vielen Orten erhebliche Kriegsschäden, insbesondere in Aleksandrów, Konstantynów, Neusulzfeld (Nowosolna), Andrzejów, Königsbach (Bukowiec), Boginia, Skoszewy, Janinów, Głogowiec, Teolin, Gałkówek, Grünberg (Zielona Góra), Grömbach (Łaznowska Wola), Wilhelmswalde (Borowa), Albertów, Przylęk Mały und Brzeziny.
Der Krieg war zugleich die Wiederentdeckung der Polendeutschen, die innerhalb des Deutschen Reichs in Vergessenheit geraten waren. Immer wieder stießen die deutschen Soldaten mitten in Polen auf Zivilisten, die ein veraltetes Platt oder Schwäbisch sprachen. So kam der kulturelle Austausch mit dem Herkunftsland wieder in Gang.
Bis 1918 blieb die Region deutsch besetzt, von 1916 an offiziell als Regentschaftskönigreich Polen. Für die Bevölkerung bedeutete dies eine Zeit großer Not, da die Łódźer Textilindustrie von ihren Märkten in Russland und im Fernen Osten abgeschnitten war. Die Stadt Łódź, die evangelische Kirche und weitere Organisationen ließen öffentliche Küchen und ein Kinderheim einrichten, Kinder und zum Teil auch ganze Familien wurden zur Unterbringung in das besser versorgte Umland vermittelt. Einige wanderten als kriegsbedingt benötigte Arbeitskräfte nach Deutschland. Im Zeitraum 1915–1918 zogen etwa 70.000 Polendeutsche, viele davon aus dem Łódźer Gebiet, nach Deutschland, kaum die Hälfte kehrte später zurück.
In der Zeit der deutschen Besetzung entwickelte sich das deutsche Schulwesen sehr positiv. Einige Lehrer führten nach Abzug der Russen die deutsche Unterrichtssprache in Eigeninitiative wieder ein. Im September 1915 ordnete die deutsche Zivilverwaltung für deutsche Kinder den Unterricht in deutscher Sprache an. In Łódź stieg die Zahl der deutschen Schulen von 1913/14, als es 23 deutsch-russische Schulen mit 94 Klassen gab, auf 44 Schulen mit 186 Klassen. Im Frühjahr 1917 wurden außerdem vier Schulen mit 14 Klassen für deutsch-katholische Kinder gegründet. Das Lodzer Deutsche Realgymnasium und das Lehrerseminar, die seit Kriegsbeginn geschlossen waren, wurden bald wiedereröffnet. 1916 wurden außerdem das Luisenlyzeum und die höhere Knabenschule von Karl Weigelt, das im Jahr darauf um eine Mädchenschule ergänzt wurde, gegründet. Auch darüber hinaus nahm das deutsche Schulwesen in Łódź in der Zeit der deutschen Besatzung einen erheblichen Aufschwung. Auch in anderen Städten wurden weiterführende deutschsprachige Schulen gegründet, so 1916 das Gymnasium in Pabianice und 1917 das Realgymnasium in Zgierz.
Seitdem die Łódźer Region von ihren Märkten in Russland und Fernost abgeschnitten war, ging die Zahl der Deutschen kontinuierlich zurück.

## 1918 bis 1939: Die deutsche Minderheit unter Druck
In der Zwischenkriegszeit wurde die deutsche Minderheit in Polen durch die Gründung der Zweiten polnischen Republik von einer ehemals bevorzugten Gruppe von Zuwanderern zu einer misstrauisch beäugten Minderheit. Neben den Nachkommen der deutschen Kolonisten lebten nun, durch die Gebietsverluste Deutschlands nach dem Ersten Weltkrieg, auch zahlreiche Deutsche auf polnischem Staatsgebiet, die diese Geschichte nicht teilten. Zwischen der Weimarer Republik und Polen kam es wegen der Grenzfragen zu ständigen Spannungen. Die Propaganda beider Seiten entdeckte die Polendeutschen für sich und überhöhte deren Rolle ins Gigantische. Die Situation zwischen beiden Staaten entspannte sich erst nach dem Abschluss des für zehn Jahre vereinbarten deutsch-polnischen Nichtangriffspaktes am 26. Januar 1934 für einige Jahre.
In den 1930er Jahren war die wirtschaftliche Situation der Łódźer Deutschen, bedingt durch die Weltwirtschaftskrise, schlecht. Auf den Dörfern konnten die nicht erbberechtigten Nachkommen nicht, wie zuvor, in die Städte abwandern und dort in Handel und Industrie ihren Lebensunterhalt verdienen. Dies hatte zur Folge, dass das bis dahin übliche Anerbenrecht mit Minorat vielfach aufgegeben und zu einer Realerbteilung übergegangen wurde, was zu sinkenden Betriebsgrößen und abnehmendem Wohlstand führte.
Der Sommerfrischenbetrieb war dennoch in den 1930er Jahren eine bedeutende Einnahmequelle für zahlreiche deutsche Dörfer, besonders im Osten und im Westen von Łódź, so z. B. Grünberg (Zielona Góra), Königsbach (Bukowiec), Justynów, Rossanow (Rosanów), Żakowice, Galkówek, Kirschberg (Wiśniowa Góra), Kraszew und Hulanka. Meist waren es Deutsche aus der Stadt, die Quartier in den deutschen Dörfern nahmen, so dass hierdurch auch der kulturelle Austausch gefördert wurde.
Schon seit etwa 1925 nahm die Auswanderung von Evangelischen aus Polen nach Kanada zu, Beispiele aus dem Łódźer Raum sind Erdmannsweiler (Kochanów) und Wilhelmswalde (Borowa). Auch aus Birkenfeld (Brzozów) wanderten nach dem Ersten Weltkrieg Familien in die Vereinigten Staaten und nach Kanada aus.
Im kulturellen Bereich war das dominierende Thema der Zwischenkriegszeit die restriktive Haltung des polnischen Staates gegenüber dem deutschen Schulsystem, was faktisch dessen Vernichtung bedeutete. Zwar sah ein Beschluss des Ministerrates vom 3. März 1919 vor, dass die deutsche Unterrichtssprache bestehen sollte, „sobald dies von der Mehrheit der Eltern oder deren Vertreter[n] der die betreffende Schule besuchenden Kinder gefordert wird“, jedoch wurden diese und die nachfolgenden Regelungen von den zuständigen Stellen in einer Weise ausgelegt, dass die Beibehaltung des Deutschen zumeist nicht durchsetzbar war. Hinzu kam, dass man mit Hilfe von Einschüchterungen und Schikanen die Eltern unter Druck setzte, damit sie keine Erklärung zugunsten der deutschen Unterrichtssprache abgäben. In Königsbach, zum Beispiel, wurden die Eltern über den wahren Sinn der Abstimmung getäuscht: Man stellte ihnen die Frage, ob sie wünschten, dass ihre Kinder jetzt auch die polnische Sprache ordentlich erlernten, und forderte zur Abstimmung auf. Dass es bei dieser Abstimmung um die Einführung des Polnischen als Unterrichtssprache für alle Fächer ging, wurde nicht deutlich gemacht. Selbst auf dem Schulhof mussten die Kinder von nun an Polnisch sprechen. So ging die Zahl der deutschen Volksschulen allein durch die Durchführung des Ministerratsbeschlusses von 564 auf 294 Schulen mit deutscher, 26 mit gemischter und 53 mit polnischer Unterrichtssprache zurück. Durch vielfältige weitere Maßnahmen nahm die Zahl der deutschen Schulen auch in den folgenden Jahren schnell weiter ab, so dass es im Jahr 1925 nur noch etwa 225 Volksschulen gab, an denen Deutsch mindestens für zwei bis vier Stunden erteilt wurde. Davon waren aber nur 50 bis 60 Schulen solche, an denen tatsächlich die deutsche Unterrichtssprache bestand. Von 1932 an benötigten die Lehrer der privaten deutschen Schulen ein Loyalitätszeugnis der jeweiligen Starostei, das ohne besondere Gründe verweigert werden konnte. So verloren viele Schulen ihre Lehrer und mussten daher schließen. Im Schuljahr 1935/36 gab es nur noch elf Schulen mit deutscher Unterrichtssprache. Im Schuljahr 1938/39 erhielten über 20000 deutsche Kinder in Polen keinen Unterricht in ihrer Muttersprache und etwa 14000 nur ein bis fünf Stunden pro Woche. Manche Schulen mussten aber auch wegen wirtschaftlicher Schwierigkeiten schließen, wie z. B. 1928 das Realgymnasium in Zgierz.
Um den Wegfall der deutschen Schulen zu ersetzen, bildete sich in Łódź ein geheimer deutscher Schulausschuss, dem die Pastoren Gustav Schedler und Eduard Kneifel, der Sejmabgeordnete August Utta und Ludwig Wolff d. J. angehörten, der das Ziel hatte, mit Hilfe von Wanderlehrern die deutschen Kinder in den Dörfern zu unterrichten. Die meisten dieser Wanderlehrer waren von der Regierung entlassene deutsche Lehrer. Sie wurden vielfach denunziert und nicht wenige mussten sich vor Gericht verantworten.
Im Zuge einer Schulreform wurden alle Lehrerseminare in Polen geschlossen, da die Ausbildung der Lehrer in Zukunft an Pädagogischen Lyzeen oder an einem Pädagogium erfolgen sollte. So durfte auch das deutsche Lehrerseminar in Łódź von 1932 an keine Lehramtskandidaten mehr aufnehmen, 1936 wurde es endgültig geschlossen. Eine neue Möglichkeit zur Ausbildung von Lehrern für deutschsprachige Schulen wurde nicht geschaffen.
Es gab in dieser Zeit aber auch positive Entwicklungen zu verzeichnen. So bildete sich unter den Deutschen erstmals eine größere Bildungsschicht heraus. Konnte man hierzu in der Vergangenheit fast ausschließlich die Pastoren zählen, kamen nun zunehmend die Absolventen der höheren Schulen, insbesondere des Lodzer Deutschen Gymnasiums sowie des evangelischen Lehrerseminars hinzu. Auch Mitarbeiter von Presse und Theater sowie Abgeordnete sind zu diesem Kreis zu zählen.
Im Bereich der Sprache zeigten sich starke Vereinheitlichungstendenzen, die besonders in den später gegründeten Siedlungen östlich von Łódź weit vorangeschritten waren. Auf den Dörfern wurden dabei die verschiedenen deutschen Dialekte durch das so genannte „Lodzer Deutsch“, bei dem es sich um eine stark vom Niederschlesischen beeinflusste Variante des Mitteldeutschen handelte, abgelöst, zum Teil aber wohl auch direkt durch ein ländliches Hochdeutsch. Diese Entwicklung wurde durch die zunehmende Zahl von Mischehen zwischen den verschiedenen Dialektgruppen gefördert. Das Schwäbische hielt sich am längsten in den Dörfern Königsbach (Bukowiec), Grünberg (Zielona Góra) und Neusulzfeld (Nowosolna). In Łódź selbst wurde das „Lodzer Deutsch“ zunehmend vom Hochdeutschen abgelöst. Auch machte sich eine zunehmende Polonisierung, insbesondere in den Städten, bemerkbar. In vielen Familien war das Polnische bereits die Umgangssprache, eine Tendenz, die durch den Wegfall der deutschen Schulen noch gefördert wurde. Auch nahm die Zahl der Mischehen mit Polen im 20. Jahrhundert deutlich zu.
In der evangelisch-augsburgischen Kirche führte die Ausbreitung der polnischen Sprache unter den Gläubigen zu Spannungen. Der 1904 von den russischen Behörden zum Generalsuperintendenten der evangelisch-augsburgischen Kirche ernannte Julius Bursche hielt das Festhalten an der deutschen Sprache und Kultur für einen Anachronismus und förderte daher während seiner Amtszeit (1904–1939) massiv die Polonisierung innerhalb seiner Kirche. Dabei stieß er auf den Widerstand der deutschen Mehrheit unter den Gläubigen und Pastoren. Der Konflikt verschärfte sich von 1918 bis 1939 in einem Maße, dass die evangelisch-augsburgische Kirche zuletzt kurz vor dem Zerfall stand.
In einer Zeit, in der viele evangelische Kirchengemeinden ihr 100-jähriges Bestehen feierten, entstanden durch Loslösung von den bisherigen Gemeinden zahlreiche neue Kirchspiele: 1924: Filial Ruda Pabianicka, 1928: Grömbach (Łaznowska Wola), 1929: Łódź St. Matthäi, 1932: Łódź-Radogoszcz, 1936: Andrzejów (Filial seit 1925), Bałuty-Żubardź, Filial Königsbach (Bukowiec), Filial Grabieniec, Poddębice (Filial seit 1838).
Bereits kurz nach der Machtergreifung 1933 hatten die Ereignisse im Deutschen Reich erhebliche Auswirkungen auf das Zusammenleben der verschiedenen Bevölkerungsgruppen in Łódź. Ein Teil der Deutschen ließ sich von der NS-Propaganda beeinflussen, was seinen Ausdruck auch in der Presse fand. Die Jungdeutsche Partei in Polen, 1921 als „Deutscher Nationalsozialistischer Verein für Polen“ in Bielitz gegründet, war von 1934 an auch in Łódź tätig. 1935 wurden Ortsgruppen in Zgierz, Pabianice und Konstantynów gegründet und 1936 in Tomaszów Mazowiecki. Der am 1. Juni 1924 gegründete Deutsche Volksverband in Polen, der sich zu Anfang vor allen Dingen um den „Kampf um die Erhaltung des deutschen Charakters der evangelisch-augsburgischen Kirche“ bemühte, übernahm nach Hitlers Machtergreifung zunehmend die Linie der NS-Ideologie, die christliche Ausrichtung wurde aber dennoch beibehalten. Darüber hinaus gab es in Łódź auch eine Ortsgruppe der Auslandsorganisation der NSDAP, über deren Tätigkeit aber bisher Kenntnisse fehlen. Ihr durften allerdings nur Reichsdeutsche, also Inhaber der Staatsangehörigkeit des Deutschen Reiches, angehören.
Der Protest der Łódźer Juden gegen den Umgang der Nationalsozialisten mit den Juden im Deutschen Reich stieß bei den Łódźer Deutschen auf wenig Verständnis. Der Boykott von Waren aus Nazi-Deutschland, zu dem jüdische Verbände aufgerufen hatten und dem sich viele polnische Firmen anschlossen, richtete sich zwar nicht gegen die einheimischen Deutschen, wird sich aber vermutlich dennoch negativ auf viele Unternehmen von Łódźer Deutschen ausgewirkt haben. So könnte das Ausbleiben der jüdischen Sommergäste in Kirschberg (Wiśniowa Góra) ab 1933 mit dem Boykott in Zusammenhang stehen. Zu einem Bruch in der Beziehung zwischen den Łódźer Juden und Deutschen, die bis dahin ihre politischen Interessen stets gemeinsam vertreten hatten, kam es nach dem 9. April 1933. Eine Woche nach dem Judenboykott in Deutschland kam es infolge von Demonstrationen in Łódź gegen das nationalsozialistische Deutschland zu Ausschreitungen gegen deutsche Einrichtungen, die erheblichen Sachschaden mit sich brachten. Von diesem Zeitpunkt an war die Zusammenarbeit zwischen deutschen und jüdischen Organisationen beendet. Die Lage dürfte sich, entsprechend der allgemeinen Politik, von 1934 an etwas beruhigt haben.
Im Jahr 1938 nahmen die Spannungen zwischen Polen und Deutschland wieder zu. Im März 1939 marschierte Deutschland in die so genannte Rest-Tschechei und das Memelland ein, und im April 1939 wurde der deutsch-polnische Nichtangriffspakt von Deutschland aufgekündigt. Die aufkommenden Ressentiments entluden sich vielerorts in Übergriffen auf die deutsche Minderheit. So kam es im Mai 1939 im Łódźer Raum in Tomaszów und den umliegenden Dörfern (insbesondere in Ludwików, Kumrów (vermutlich Komorów) und Jakubów), Konstantynów, Pabianice und Łódź zu schweren Ausschreitungen gegenüber Deutschen, bei denen die Polizei nicht eingriff. In Kumrów kamen dabei zwei Personen ums Leben. So breitete sich unter den Deutschen der Region ein allgemeines Gefühl der Unsicherheit aus. Hinzu kamen Massenentlassungen von Deutschen in Fabriken und Betrieben, wobei meist keine Aussicht auf anderweitige Beschäftigung bestand. Die Folge war, dass viele Deutsche keinen anderen Ausweg sahen, als ihre Heimat zu verlassen und nach Deutschland zu gehen, wo Auffanglager für die aus Polen Geflohenen eingerichtet wurden. Vor Beginn des Krieges lebten 70000 Deutsche aus Polen in solchen Lagern, die Zahl derjenigen, die außerhalb der Lager eine Unterkunft gefunden hatte, ist nicht bekannt. Viele, denen die Flucht missglückte, kamen ins Gefängnis. In dieser Situation steigender Spannungen wurden von der Regierung Listen von deutschen Führungspersönlichkeiten zusammengestellt, die im Kriegsfall festzunehmen waren. Einzelne Personen, auch aus dem Łódźer Raum, wurden bereits ab Mitte August 1939 festgenommen.
Am 23. August 1939 wurde der Hitler-Stalin-Pakt geschlossen. Am 29. August 1939 folgte die Generalmobilmachung Polens. Hierbei wurden auch viele Polendeutsche zum Militär einberufen, da sie zumeist die polnische Staatsangehörigkeit besaßen. In vielen Kasernen wurden die Deutschen jedoch gleich ausgesondert und ohne Waffen und Uniformen unter militärischer Bewachung nach Osten abgeschoben.

## 1939 bis 1945: Im „Mustergau Wartheland“

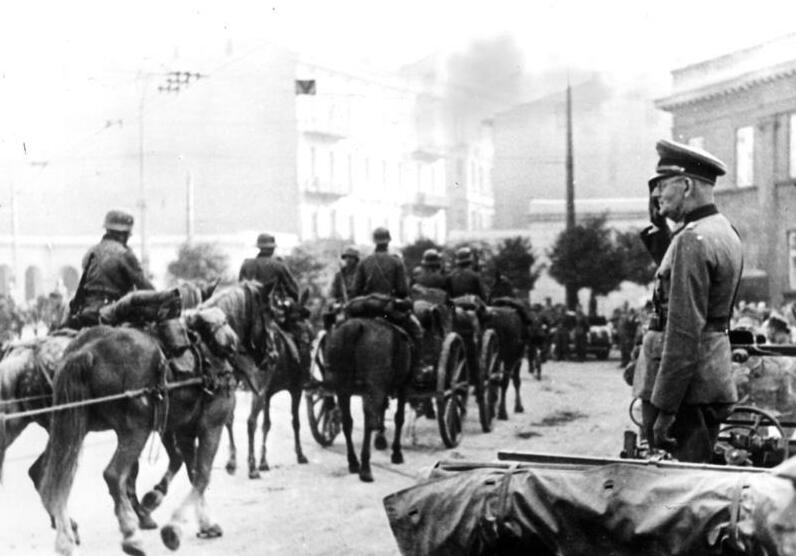
Einzug deutscher Truppen in Łódź 1939

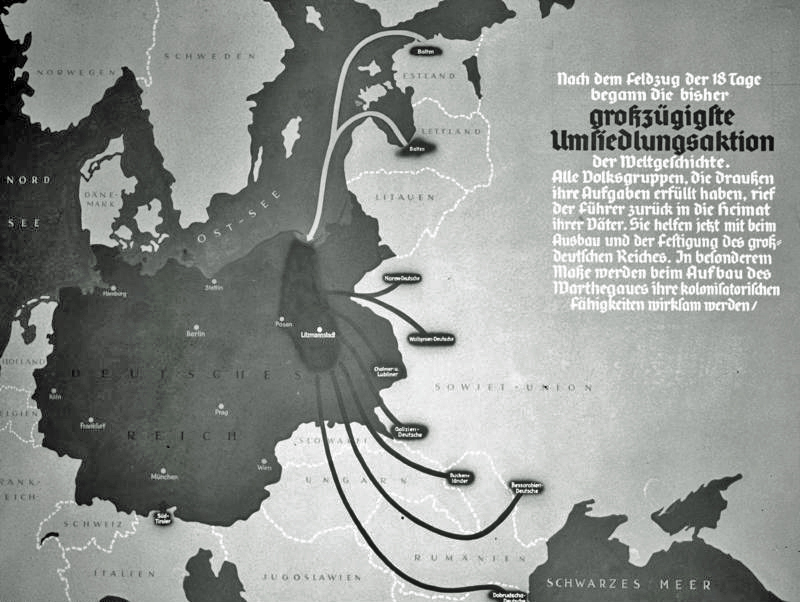
Herkunft der im Wartheland angesiedelten Volksdeutschen (zeitgenössische Propagandakarte)

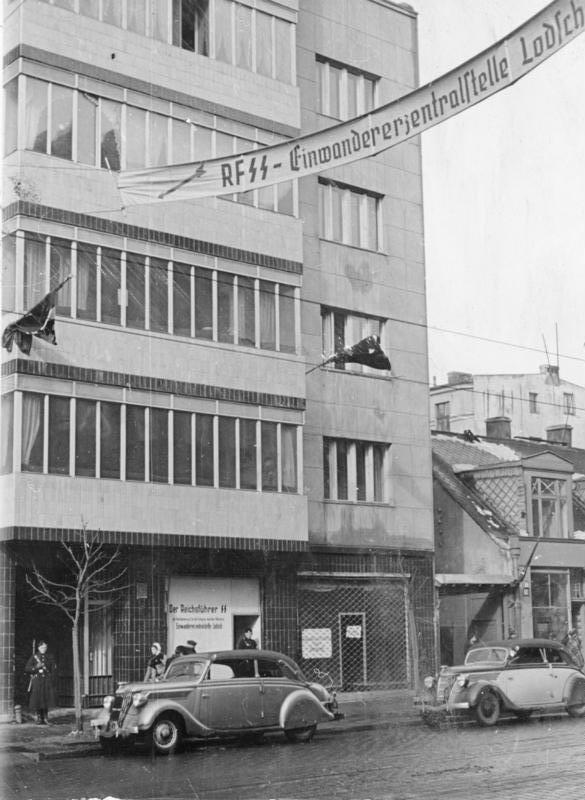
Einwandererzentralstelle Nord-Ost in Lodsch, 1939

Der Überfall auf Polen begann am 1. September 1939, als deutsche Truppen ohne vorherige Kriegserklärung nach Polen einmarschierten. Er endete am 6. Oktober 1939 mit der Kapitulation der letzten Feldtruppen.
In den ersten Kriegstagen wurden nun, entsprechend der vorbereiteten Listen, viele Deutsche festgenommen und in Richtung Bereza Kartuska in Marsch gesetzt. Vor allen Dingen Persönlichkeiten der Volkstumsorganisationen und Vereine, Lehrer, Pastoren, Verlagsleiter und Redakteure waren von den Festnahmen betroffen. Aber auch in ländlicheren Bereichen gab es viele Festnahmen, so sollen allein in Neusulzfeld (Nowosolna) und den umliegenden Orten etwa 100 Personen betroffen gewesen sein.
Die polnische Armee war nicht in der Lage, den deutschen Angriff aufzuhalten, und wurde schnell immer weiter in Richtung Warschau zurückgedrängt. In ihrem Rücken kam es zu Sabotageaktionen durch eine kleine Zahl von durch das NS-Regime angeworbenen Volksdeutschen, die zum Entstehen des Mythos der Volksdeutschen als Hitlers Fünfter Kolonne führen sollten. Hierbei wurden am 2. September 1939 auch Łódźer Bahnhöfe zerstört. Ab dem 5. September kamen polnische Armee-Einheiten auf ihrem Rückzug durch Łódź. Zugleich waren viele polnische Zivilisten auf der Flucht, die sich auf allen Straßen und Wegen stauten. Für die im polnischen Heer dienenden Polendeutschen war die Situation höchst bedrohlich, da ihre Kameraden und Offiziere sie häufig der Spionage verdächtigten. Viele von ihnen, denen es nicht gelang, sich als Polen auszugeben, wurden erschossen. Hinzu kamen noch die regulären Gefallenen, zu denen auch der Schuldirektor Albert Breyer, der sich um die Erforschung der deutschen Siedlung in Polen verdient gemacht hatte, zählte.
Łódź wurde am 9. September 1939 besetzt. Es folgte die Zeit der deutschen Besetzung Polens, die über fünf Jahre dauern sollte. Das Land wurde aufgeteilt in den Reichsgau Wartheland, der Teil des Deutschen Reiches werden sollte, und das Generalgouvernement. Łódź lag ursprünglich nicht im Bereich des Reichsgaus Wartheland, wurde diesem aber am 9. November 1939 angegliedert. Die Grenze zum Generalgouvernement verlief nun im Südosten der Stadt, ein Teil der Deutschen des Łódźer Raumes lebte somit außerhalb des Warthelandes. Die Besatzungspolitik des Dritten Reichs hatte die Unterdrückung und Entrechtung der Polen und die Vernichtung der Juden zum Ziel. Für die Polendeutschen blieb dabei nicht viel Raum für Neutralität.
Allen so genannten Volksdeutschen in den eingegliederten Gebieten wurde am 25. November 1939 grundsätzlich die deutsche Staatsangehörigkeit verliehen. Die Verordnung über die vier Kategorien der deutschen Volksliste erschien jedoch erst am 4. März 1941. Hierbei sollten zur ersten Klasse aktive Deutsche und Mitglieder nationaler Organisationen gehören, zur zweiten die passiven Deutschen, zur dritten die Mischlinge und zur vierten die unzuverlässigen Deutschen. Alle Inhaber der Volksliste waren zum Nachweis der arischen Abstammung verpflichtet. Die Beantragung war den Volksdeutschen jedoch nicht freigestellt, sondern sie waren dazu verpflichtet. Personen, die dem nicht entsprachen, sollten in Konzentrationslagern inhaftiert werden, was in den meisten Fällen auch geschah. Allerdings wurde die deutsche Volksliste auch nicht jedem zuerkannt, der sie beantragte. Die Einstufung der Volksdeutschen als Deutsche, die sich zunächst bewähren mussten, sowie die Überheblichkeit vieler Reichsdeutscher führte dazu, dass man die letzteren oft abwertend als „Reichsgermanen“ betitelte.
Nach der Enteignung der Polen und Juden war es für viele Reichs- wie Volksdeutsche ein Leichtes, sich zu bereichern und dadurch zu Mittätern des Regimes zu werden. War man aber andererseits dazu bereit, die polnischen Nachbarn oder Bekannten zu unterstützen, so war mit empfindlichen Strafen zu rechnen. Die Entrechtung der polnischen Bevölkerung führte in vielen Fällen zu Übergriffen auch von einheimischen Deutschen auf Polen, wobei zum Beispiel selbst das Erschlagen eines Polen in Justynów zu dieser Zeit keine Folgen für die Täter hatte.
Unter den Stichworten Heim ins Reich und Lebensraum im Osten wurden in den Kriegsjahren über eine Million Volksdeutsche aus Wolhynien, dem so genannten Narewgebiet, dem Cholmer und dem Lubliner Land, aus dem Baltikum, Bessarabien, der Bukowina (Buchenland), Russland (Schwarzmeerdeutsche) und anderen Gebieten auf enteigneten polnischen Bauernhöfen im Reichsgau Wartheland angesiedelt. Bevor es allerdings dazu kam, lebten viele der Umsiedlerfamilien längere Zeit in Lagern. Eines davon war ein Auffanglager in Kirschberg (Wiśniowa Góra) mit mehr als 100 barackenähnlichen Holzhäusern. Der Neuanfang war für die Umsiedlerfamilien nicht leicht: Aus Wilhelmswalde (Borowa) ist überliefert, dass man den Umsiedlern mit Ablehnung begegnete, weil man ihnen verübelte, dass um ihretwillen die polnischen Nachbarn vertrieben wurden.
Łódźer Deutsche erscheinen in der Zeit der deutschen Besetzung sowohl auf Seiten der nationalsozialistischen Täter wie auch auf Seiten der Opfer. Unter denjenigen, die sich mit dem NS-Regime identifizierten, waren unter anderem folgende Volksdeutsche aus dem Łódźer Raum, die, wohl wegen ihrer Rolle bei der Vorbereitung des Krieges, von der SS mit Wirkung vom 13. November 1939 in hohe SS-Ränge übernommen wurden: Ludwig Wolff d. J. als Obersturmbannführer, Eugen Nippe als Hauptsturmführer und Heinrich Boltz als Obersturmführer. Ludwig Wolff wurde bald erster Kreisleiter der Partei in Łódź, Eugen Nippe Führer des Selbstschutzes. In Tomaszów wurde Georg Boettig als größter Quäler der jüdischen und polnischen Bevölkerung aus den Reihen der örtlichen Bevölkerung bekannt.
Doch wenn die einheimischen Deutschen sich nicht in das nationalsozialistische System einfügen wollten, konnten sie auch schnell auf die Seite der Opfer geraten. Hierfür sind mehrere Beispiele bekannt geworden: Das Ehepaar Völker aus Wilhelmswalde (Borowo), das sich weigerte, die deutsche Volksliste anzunehmen, wurde festgenommen und in einem Gefängnis erschlagen. Der Rechtsanwalt Richard Vogel aus Łódź, seine Frau und seine beiden Töchter, die sich weigerten, die deutsche Volksliste anzunehmen, wurden alle im KZ Auschwitz interniert. Das Ehepaar Felker aus Königsbach, Bibelforscher, kam ins KZ, weil er den Kriegsdienst verweigerte, und kam dort um.

## Nach 1945: Verlust der Heimat

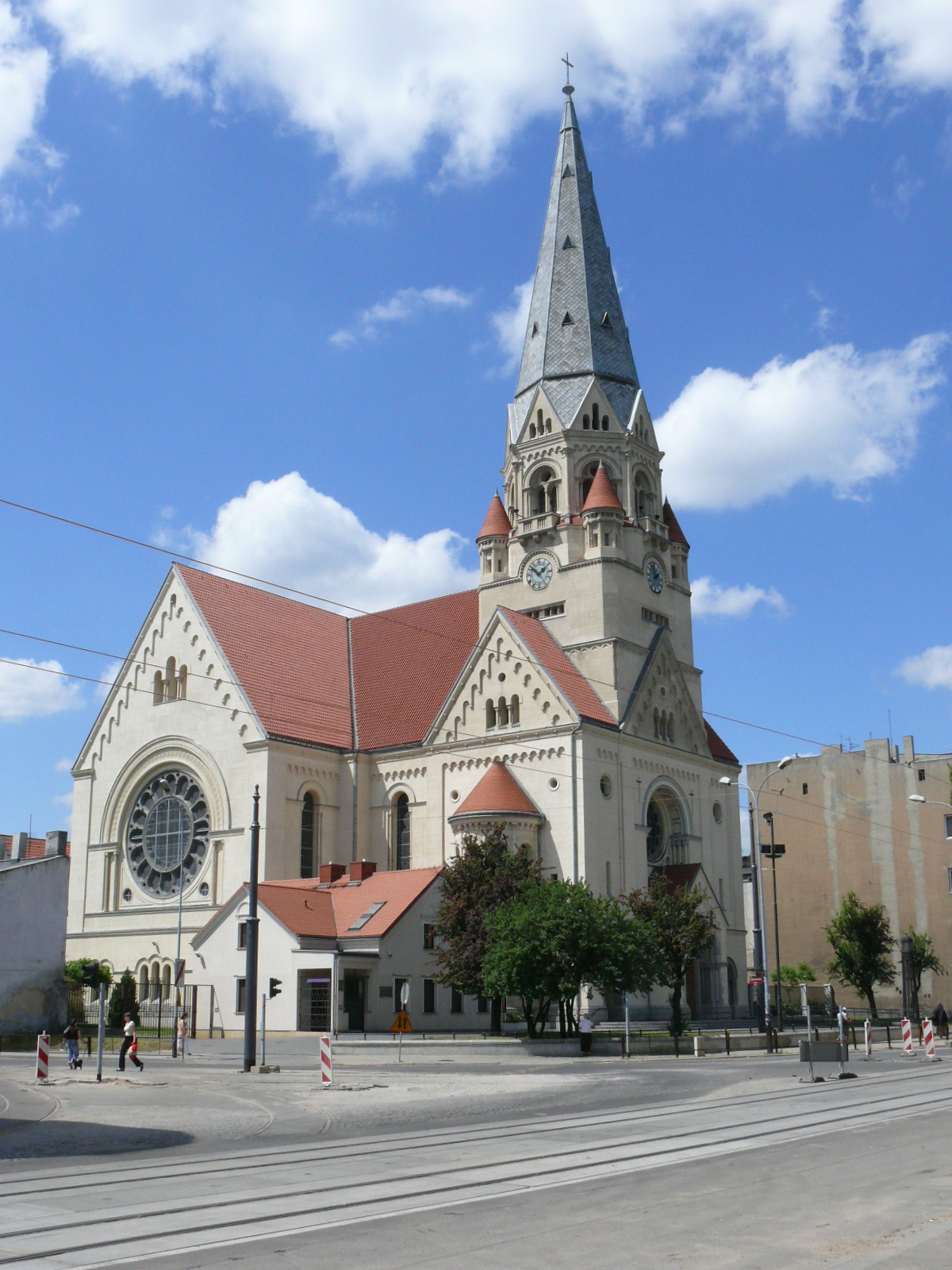
Die von 1909 bis 1928 erbaute Matthäikirche in Łódź wird auch heute noch als evangelische Kirche genutzt

Nach dem Einmarsch der Roten Armee nach Łódź mit all seinen unmittelbaren Auswirkungen folgte ab Februar 1945 die Inhaftierung aller deutschen Männer zwischen 17 und 50 Jahren mit ihrem anschließenden Abtransport zur Zwangsarbeit ins Innere der Sowjetunion. Davon waren auch viele polnische Männer betroffen, die als „eindeutschungsfähig“ in die Klasse 3 der Volksliste eingestuft waren, da man sie schlicht als Deutsche betrachtete.
Anders als die Deutschen in Regionen, die zuvor zum Deutschen Reich gehört hatten (vor allem Ostpreußen, Hinterpommern und Schlesien), wurden die Deutschen, die vor 1939 als Minderheit in Polen gelebt hatten, nicht vertrieben, sondern interniert und zur Zwangsarbeit verpflichtet. Allen Personen, die sich während der Besatzungszeit zur deutschen Nationalität bekannt hatten, wurden alle öffentlichen und bürgerlichen Rechte entzogen, ihr Vermögen wurde beschlagnahmt. Deutsche erhielten weder Złoty noch Lebensmittelkarten.
Die Deutschen aus dem Łódźer Raum wurden zumeist in den Arbeitslagern in Tomaszów, in Sikawa bei Łódź und in Warschau interniert. Die Bedingungen in den Lagern waren hart, viele starben an Entbehrungen und Misshandlungen. Am 7. Januar 1946 gab es aus dem Lager in Sikawa einen Transport mit alten und kranken Menschen, von denen nach vier Tagen Fahrt 2400 Personen in Brandenburg an der Havel ankamen, zahlreiche waren unterwegs gestorben.
Erst 1950 wurden die Sanktionen gegenüber den im Land verbliebenen Deutschen aufgehoben. 1951 wurden sie zu polnischen Staatsbürgern erklärt. Ein großer Teil der Deutschen hatte jedoch – mit oder ohne offizielle Genehmigung – den Weg in einen der beiden deutschen Staaten gefunden. In der Bundesrepublik Deutschland hatten allerdings bis zum Inkrafttreten des Bundesvertriebenengesetzes viele Polendeutsche Schwierigkeiten, als deutsche Staatsbürger anerkannt zu werden, da sie vor 1939 die polnische Staatsangehörigkeit besessen hatten. Die Łódźer Deutschen wurden in alle Himmelsrichtungen zerstreut, viele wanderten in den folgenden Jahren nach Übersee aus. Nur einige Familien aus Königsbach (Bukowiec) siedelten sich gemeinschaftlich in Großgörschen bei Leipzig an. Wie viele Deutsche auch weiterhin im Raum Łódź blieben, ist nicht bekannt. Es muss aber doch eine nennenswerte Anzahl gewesen sein, denn von den im Jahr 1939 17 Kirchspielen mit vier Filialen der Diözese Łódź der evangelisch-augsburgischen Kirche, von denen alle außer einem das Deutsche als Kirchensprache hatten, bestehen heute immerhin noch acht, nämlich Aleksandrów Lódzki, Łódź, Ozorków, Pabianice, Poddębice, Tomaszów Mazowiecki, Zduńska Wola und Zgierz.
In Westdeutschland kümmerten sich verschiedene Organisationen um die Interessen der Łódźer Deutschen: die Landsmannschaft Weichsel-Warthe (gegründet 6. Mai 1949), das Hilfskomitee der evangelisch-lutherischen Deutschen aus Polen sowie die „Heimatkreisgemeinschaft der Deutschen aus dem Lodzer Industriegebiet“ (bestand von 1964 bis 2005). Nach der politischen Wende in Polen von 1989/90 wurde in der Stadt ein deutscher Kulturverein gegründet.